# Alexandre Raymond
Pour les articles homonymes, voir Raymond.
Alexandre Marc Raymond, né le 22 janvier 1872 à Constantinople en Turquie et mort le 16 mai 1941 à Colombes en France, est un architecte orientaliste français. Après s'être intéressé à l’art islamique, il se tourne vers l’art byzantin. Les vingt dernières années de sa vie sont marquées par une importante production, notamment concernant Sainte-Sophie (Αγία Σοφία).

## Biographie

### Jeunesse
Alexandre Marc Raymond naît le 22 janvier 1872 à Constantinople, alors dans l’Empire ottoman. Il est le fils de Marc Raymond, architecte, né à Constantinople en 1846, et de Rose Valsamaki, grecque orthodoxe originaire de Céphalonie. Alexandre est l’aîné des garçons, ce qui l'amène à signer « ARAYMOND Aîné » ou « Alexandre M. RAYMOND ». Il entre à l’école des Beaux-Arts de Constantinople où il est l’élève d’Alexandre Vallaury.

### Empire ottoman (1893-1922)

#### Architecture
Entre 1893 et 1896, Alexandre Marc Raymond dessine les plans de l’Institut pour la construction séricicole de Brousse, les plans des Travaux de parachèvement de l’agence d’Angora et les plans de construction de l’Agence pour la Dette publique ottomane à Ada Bazar.
En 1908, il publie L’Art du Constructeur en Turquie, recueil technique d’une grande précision, imprimé à Alexandrie. « L’engouement d’Alexandre Raymond pour l’histoire de l’architecture en Turquie est merveilleusement illustré dans son livre de recherche Notes Pratiques et Résumés sur l‘Art de la Construction en Turquie, où il nous décrit le marché de la construction, les installations et matériels, les conditions de travail, ainsi que les dispositions et exigences juridiques en place dans le pays. »
Il collabore avec son frère César qui tient la Librairie Raymond, point de vente de ses ouvrages.

#### Reproductions de monuments et ornements religieux
Parallèlement à son activité rémunératrice d’architecte, dès l’âge de 16 ans (1888) jusqu’à ses 50 ans (1922), Alexandre Marc Raymond effectue des déplacements à travers l’Empire ottoman et réalise sur place des reproductions de monuments et ornements religieux. Chacun de ses travaux est signé, daté et localisé.

### Revue Technique d’Orient

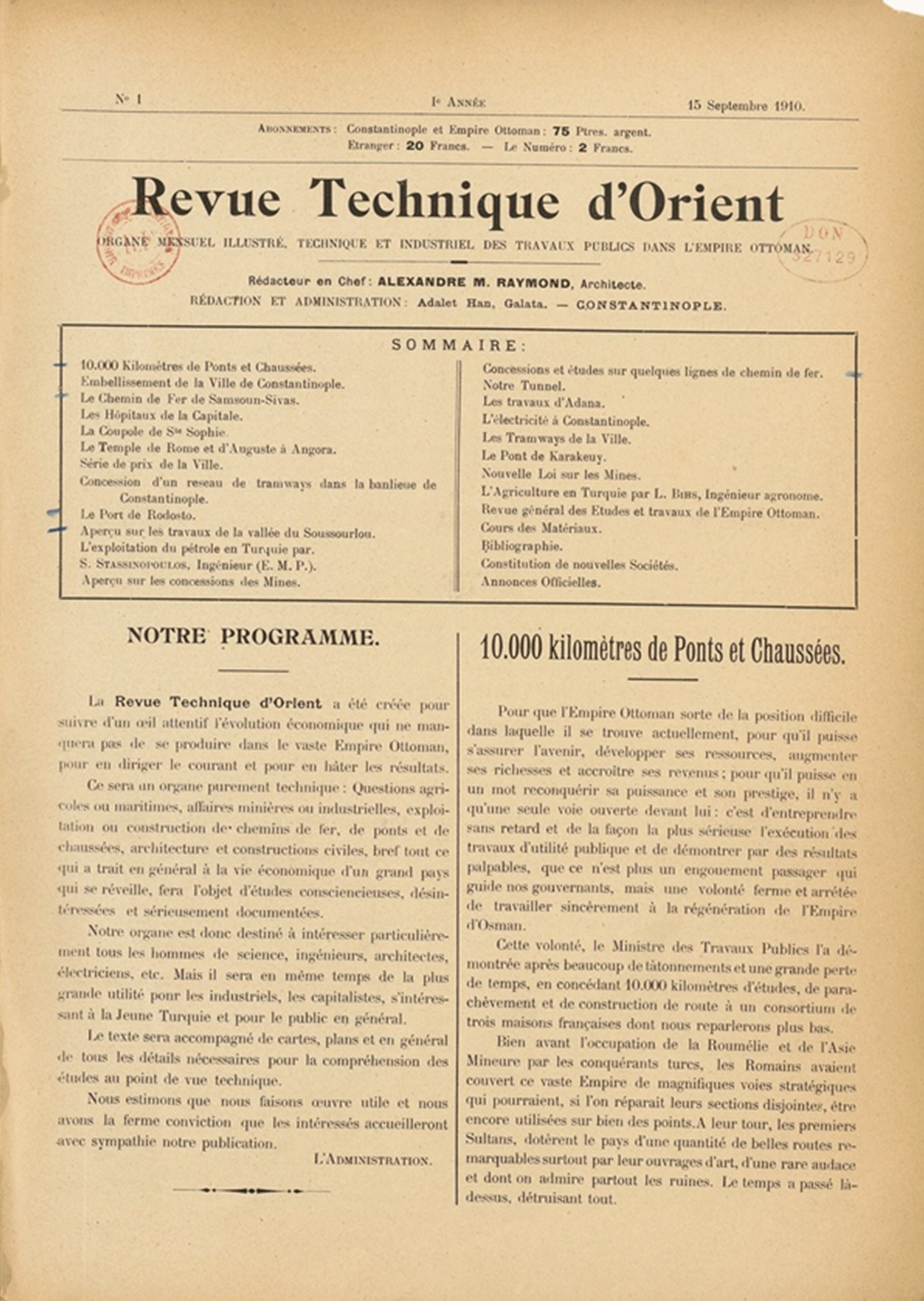
Revue Technique d'Orient 1910.

De 1910 à 1911, Alexandre Marc Raymond est rédacteur en chef de la Revue Technique d’Orient, une revue mensuelle en français, publiée pour la première fois à Constantinople en septembre 1910. La revue était publiée à Adalet Han / Galata – Constantinople. Le Comité des publications se compose de neuf personnes, dont le sculpteur Osgan Efendi (tr) (1855-1914), qui est également le directeur adjoint de l’école Sanayi-i Nefise. Cette revue traitait de sujets tels les logements privés et les bâtiments publics (« nafia » en turc) dans l’Empire ottoman, et notamment à Constantinople. « Cette publication régulière, totalisant une quarantaine de numéros, et disponible le 15 de chaque mois, est une source d’informations peu connues, même par les experts. »

#### Vie privée
Alexandre Marc Raymond se marie, à une date qui demeure inconnue, avec Mathilde Collaro ; en 1901, un enfant nait de cette union ; ils divorcent le 4 octobre 1906.
Le 15 mars 1910, il se marie avec Aspasie Caralli (1878-1961) avec laquelle il a trois enfants. La famille vit à Constantinople dans le quartier de Karaköy, rue Kumbaradji.

#### Fin de l’Empire ottoman et départ de Constantinople
En 1914-1918, la Première Guerre mondiale provoque l'effondrement de l’Empire ottoman et l'arrivée au pouvoir en Turquie du nationaliste Mustafa Kemal Atatürk. La Grèce se mobilise pour renverser Mustapha Kemal. En 1919, la guerre gréco-turque (1919-1922) éclate. Les massacres de la population grecque sur le sol turc obligent Alexandre Marc Raymond, dont la femme d’origine grecque est menacée, à quitter sa ville natale avec son épouse et ses enfants, abandonnant tout. De nationalité française, il se dirige vers la France.

### En France
Arrivé en France en 1922, Alexandre Marc Raymond emménage à Paris avec sa famille au 12 rue du Helder dans le 9e arrondissement. Il est convaincu qu’il reprendra rapidement ses activités à Constantinople. Un premier déménagement le conduit avec sa famille à Vincennes, 9 rue Eugène Loeil.

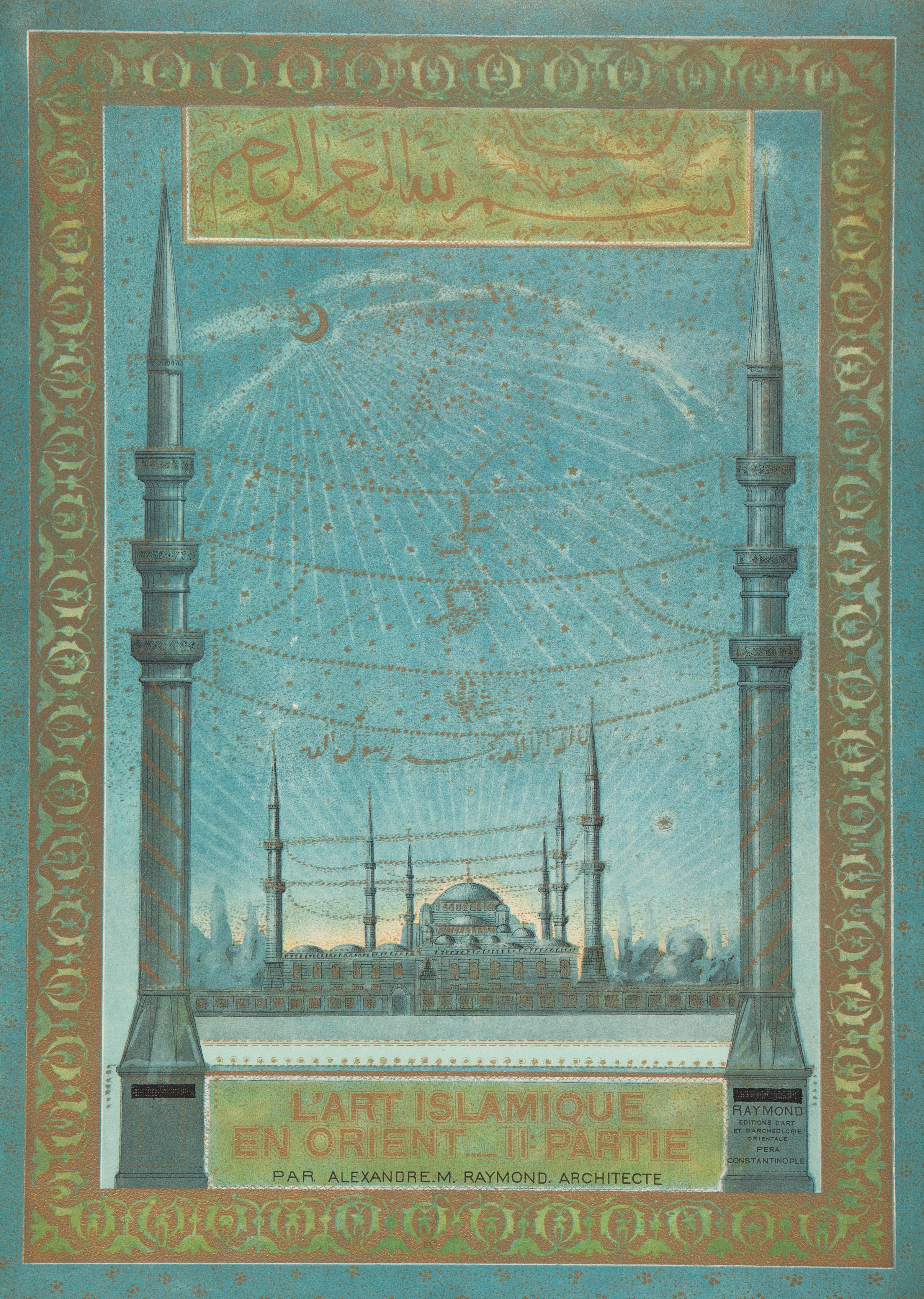
L'Art Islamique en Orient 2 - Dessin d'ouverture

### L’Art islamique en Orient I, II et III
En 1922, il prépare l'édition du premier livre de ses reproductions de l’art islamique sous le titre Alttürkishe Keramik ou L’Art islamique en Orient – Première Partie. En 1923, avec l’appui financier du millionnaire américain Charles Crane, il commande l’impression de L’Art islamique en Orient, Deuxième Partie (Fragments d’architecture religieuse et civile) et L’Art islamique en Orient, Troisième Partie à Prague chez l’imprimeur Schulz. Le 2 mars, un accord est conclu. Schulz écrit : « Nous nous référons à notre entretien verbal de ce jour et nous avons l’honneur de vous informer que nous acceptons à imprimer la IIe et IIIe partie de votre ouvrage « L’Art islamique en Orient » de 60 planches… […] Le prix de chaque exemplaire de cour est de tsch. 360. Le délai est six mois pour chaque partie. Les conditions de paiement sont les suivantes : moitié au commencement, moitié à la fin du travail.

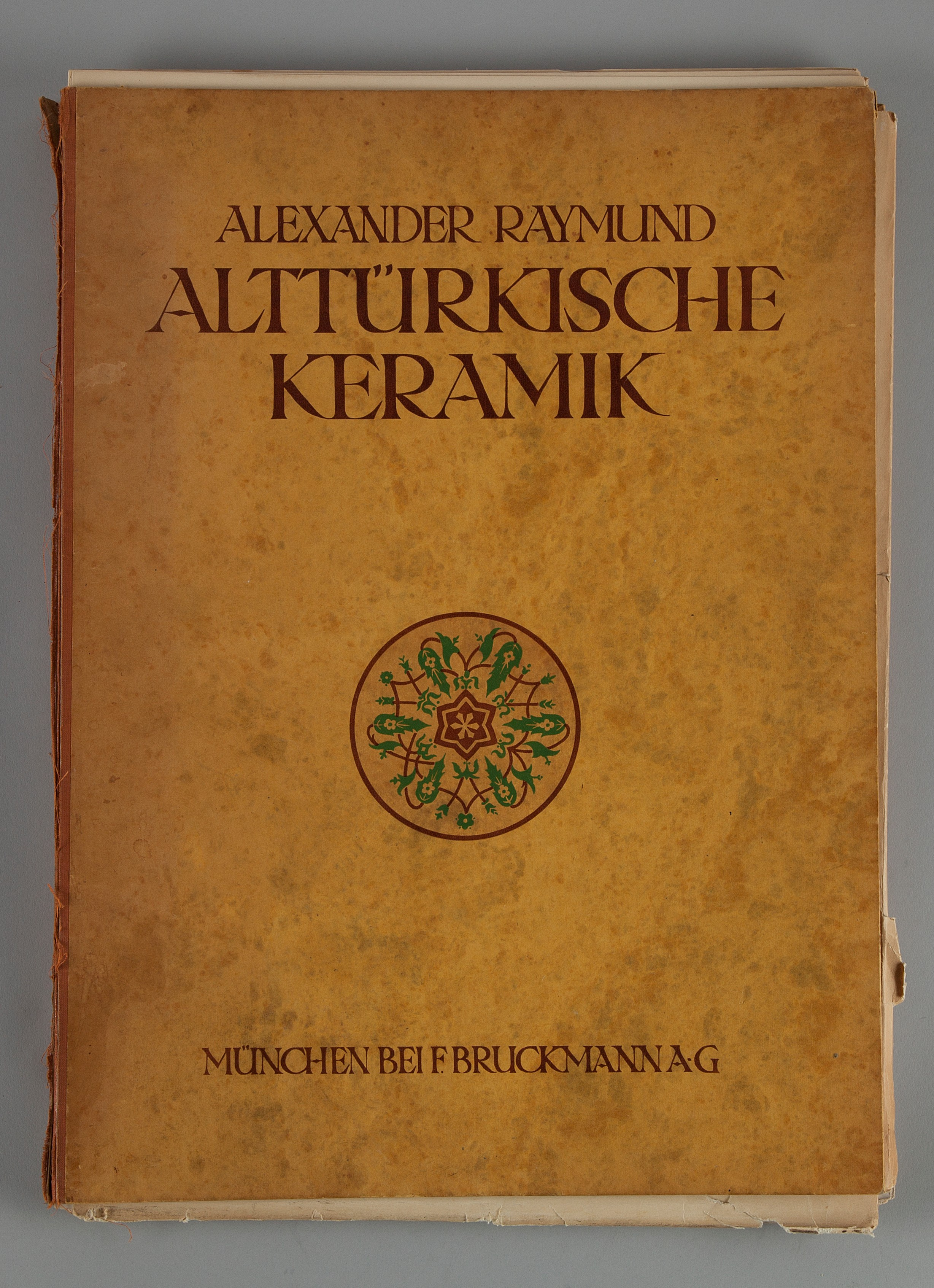
L'Art Islamique en Orient 1- Altürkische Kéramik.
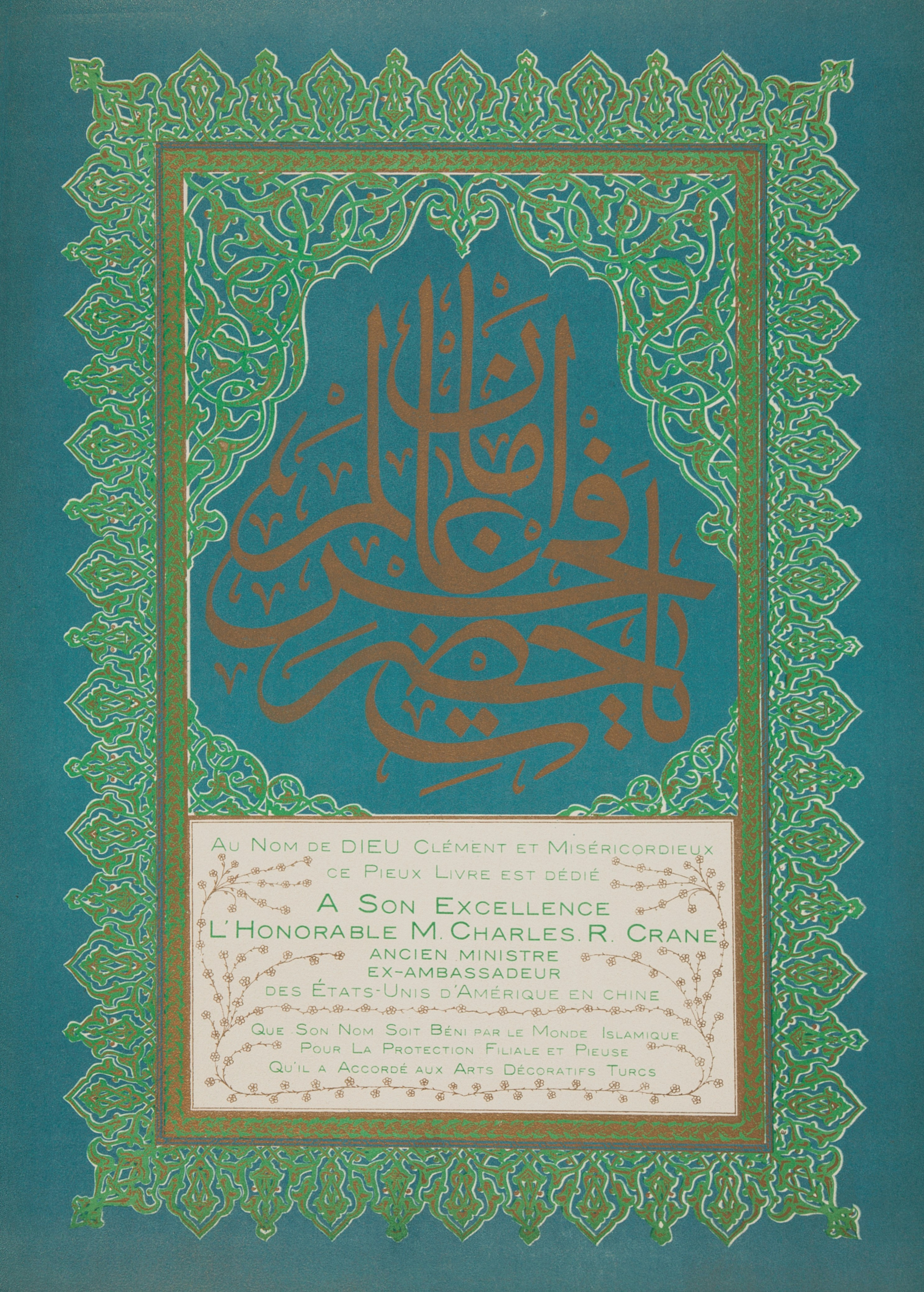
L'Art Islamique en Orient, dédicace.
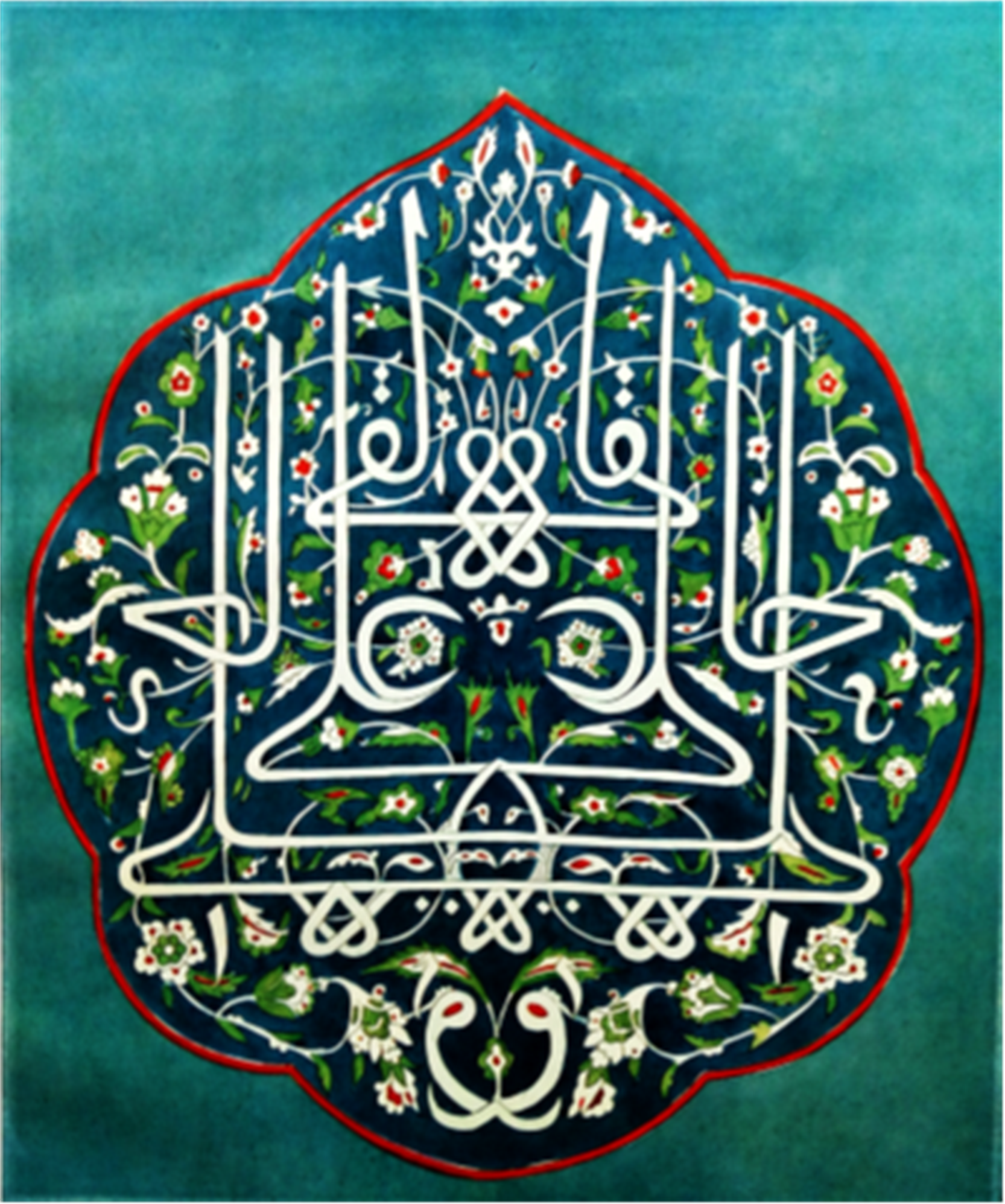
L'Art Islamique en Orient 1, Isnik, Planche 28.
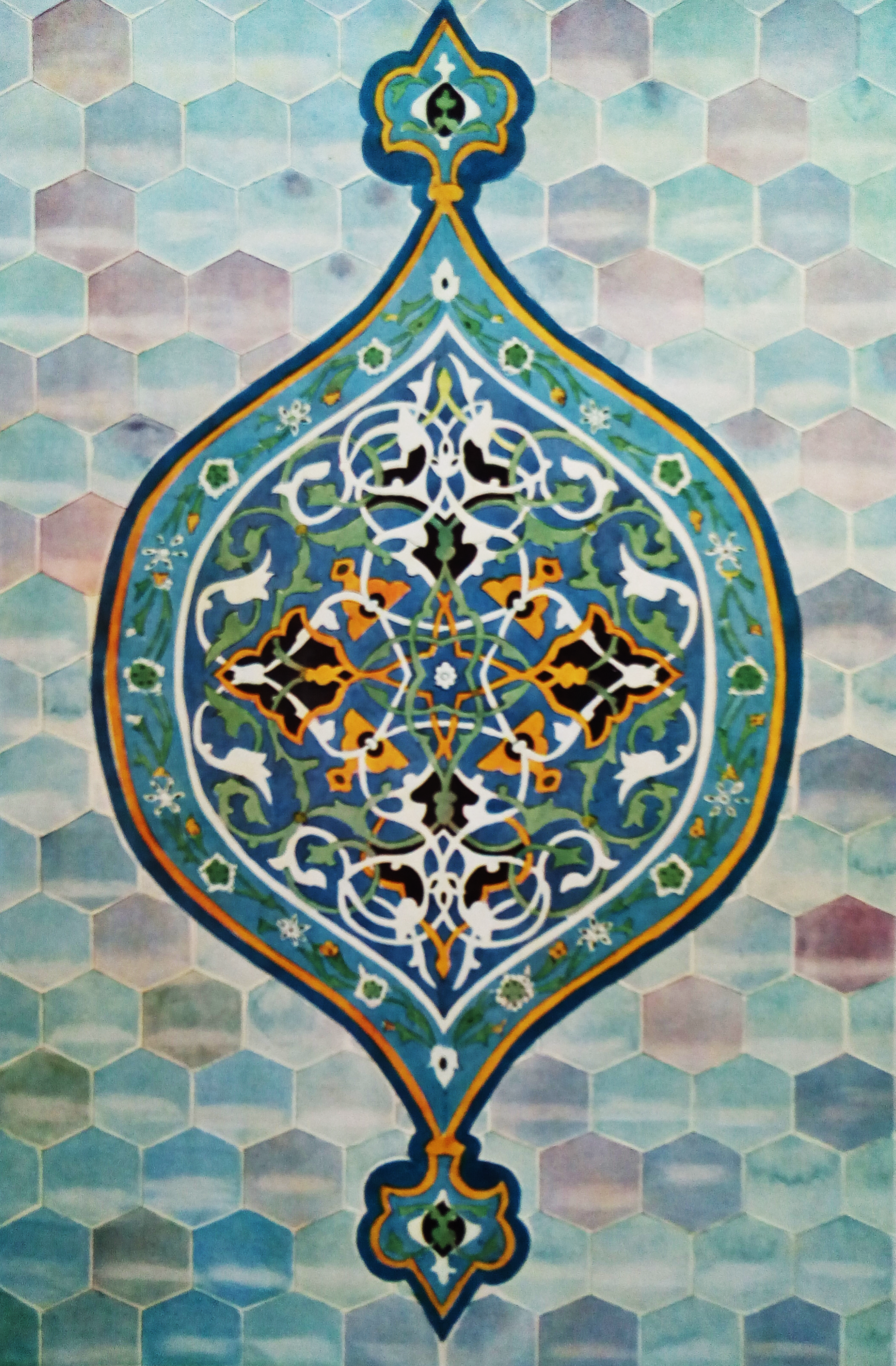
L'Art Islamique en Orient 1, Planche 14.

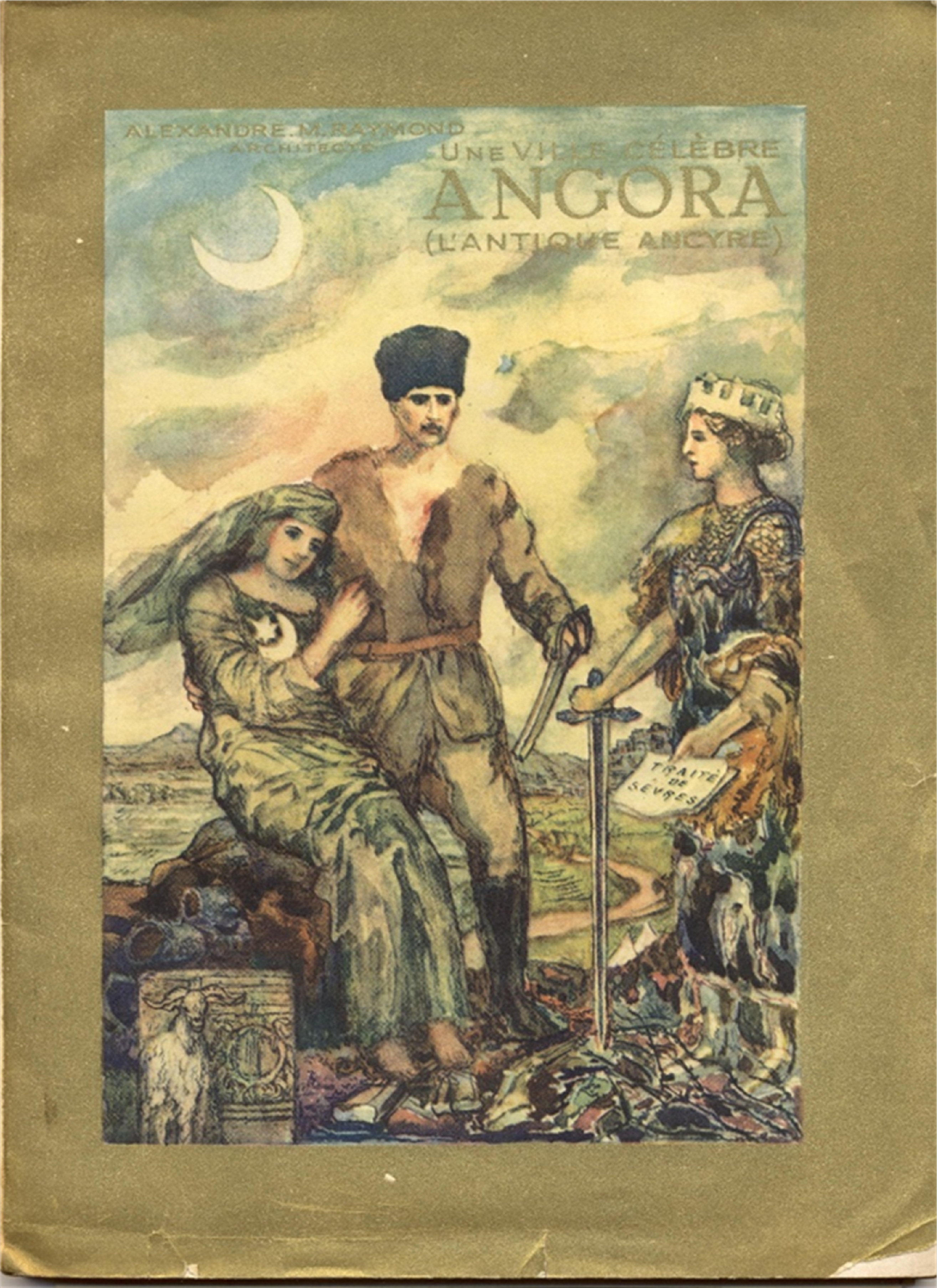
Couverture de Une ville célèbre, l’Angora ou l’antique Ancyre.

En 1923, parallèlement à L’Art islamique, il publie, toujours chez Schulz, un livre sur les richesses de la Turquie, Une ville célèbre, l’Angora ou l’antique Ancyre. Le livre est dédié à la mémoire de Pierre Loti.
Durant les premiers mois de l’année 1924, il séjourne à Prague afin d’assister à l’impression de L’Art islamique en Orient 2. Au printemps, il est de retour en France.
En juillet 1924, il s’installe, avec femme et enfants, dans la banlieue de l'ouest parisien, au 31 rue du Progrès à Colombes. De nombreuses lettres sont échangées avec Rudolf Ulrich, secrétaire de Charles Crane, et avec Schulz, l’imprimeur. Schulz et Ulrich lui demandent de revenir à Prague pour veiller à la publication de L’Art islamique en Orient 3. Il reçoit un chèque mensuel de 100 dollars de Charles Crane par l’intermédiaire d’Ulrich, mais il doit participer à la distribution et à la vente. Des exemplaires sont envoyés à Constantinople à la Librairie Raymond, dans une librairie du Caire, à la maison d'édition Harrassowitz à Leipzig, à l’université de Princeton aux États-Unis dans le New Jersey. De son côté, il parvient à placer quelques livres chez des libraires parisiens.
Au fil des mois, le ton des lettres devient moins courtois. Les ventes réalisées ne sont pas suffisantes. En juin 1925, Charles Crane suspend son aide financière mensuelle et le financement de l’impression des livres. L’Art islamique en Orient III ne sera pas imprimé.
Le 16 juin 1925, il écrit à Schulz : « d’après votre lettre, il semble qu’un compte liquidateur s’impose : je vous abandonne tout le stock que vous pourrez placer en Amérique ou dans l’Europe Centrale et avec cette somme je pourrai retourner à Constantinople reprendre mon ancienne occupation car rester en France c’est une invitation à la misère ou au suicide.
Cette même année, ne pouvant plus payer le loyer, lui et sa famille déménagent dans un logement plus petit, 63 boulevard Gambetta toujours à Colombes.

### Faïences décoratives de la Vieille Turquie

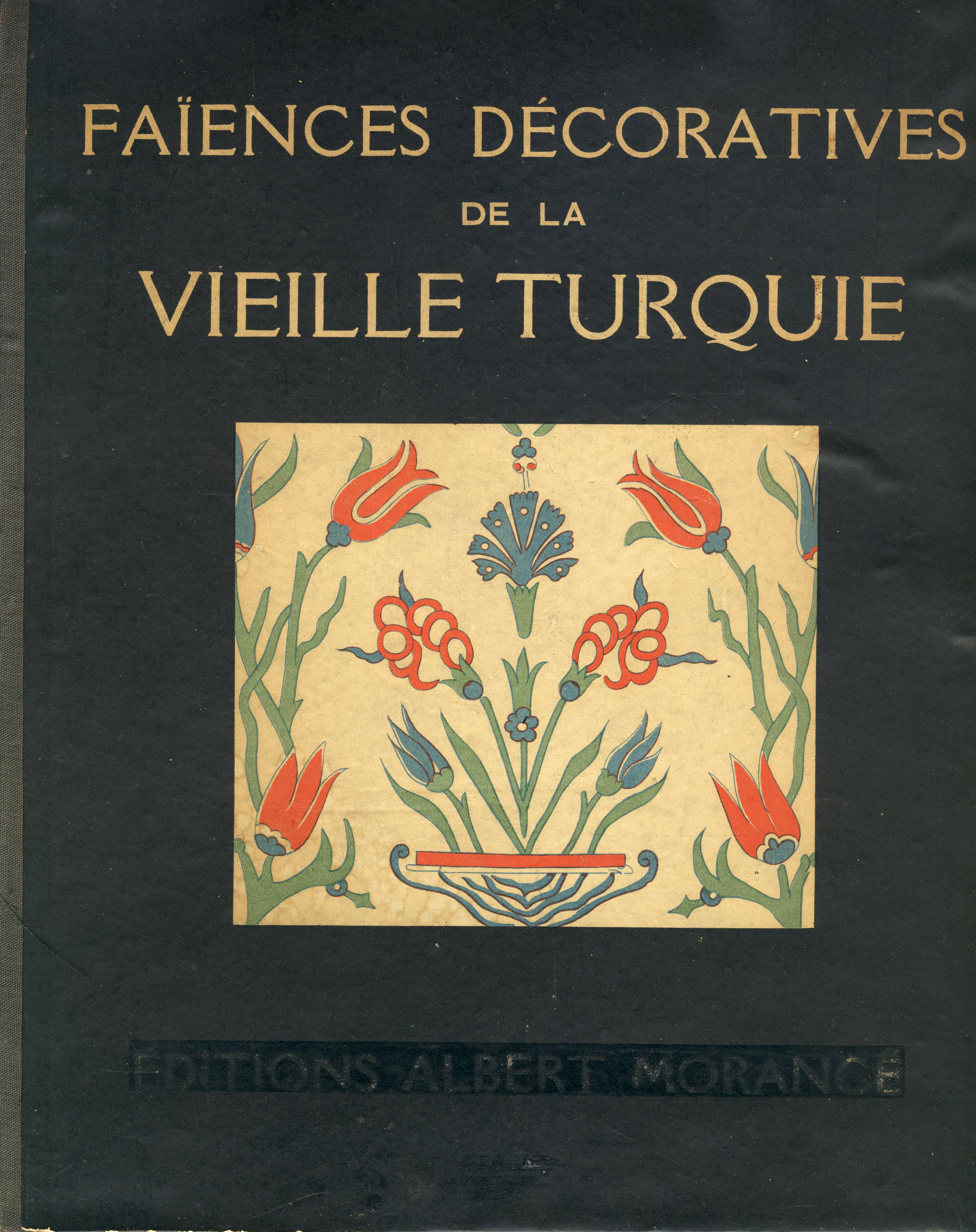
Couverture de Faïences décoratives de la Vieille Turquie.

Alexandre Marc Raymond publie Faïences décoratives de la Vieille Turquie chez l’éditeur Albert Morancé à Paris, un petit livre qui reprend quelques-unes des planches de L'Art Islamique en Orient et en fait découvrir de nouvelles. Pour la présentation du livre, Alexandre Raymond écrit : « C’est au XIIe siècle, à Koniah (Konya), que les céramistes des sultans Seldjoucides (Seldjoukides) commencèrent à exécuter les revêtements dont il reste encore de si superbes vestiges, et à aucune autre époque la céramique d’Orient n’a été plus brillante. Bien que musulmans orthodoxes, les Seldjoucides ne rejetèrent pas complètement les représentations d’hommes et d’animaux. Pour leur fabrication, ils employèrent quatre couleurs : le bleu clair et bleu foncé (turquoise et cobalt), le violet de manganèse et le blanc, couleurs qui n’ont que gagné par la patine du temps. Les plus beaux modèles de cette époque sont à Syrtehali Medressé (1242) et à Karataï Medressé (1251). À Syrtehali, la faïence bleu clair est mélangée à des carreaux de terre cuite persane, travail spécial aux céramiques de Perse. [...] On peut donc déduire, en se basant sur les travaux de Koniah, que l’art de la mosaïque de faïence est originaire du Karassan Persan. Pour produire ces chefs-d’œuvre, les artistes turcs ont choisi les modèles de leur ornementation parmi les plantes de leurs potagers, les fleurs de leurs jardins ou de leurs prairies. Par des modifications successives ils leur ont fait prendre un caractère conventionnel éminemment décoratif et en harmonie parfaite avec la matière employée pour les représenter. Et devant l’ornementation si vivante obtenue par les artistes trucs avec des carreaux de faïence, on ne peut que s’étonner du reproche de rigidité qu’on lui a parfois adressé. […] Les céramistes de Kutahia (Kütahya) gardèrent, des maîtres de Koniah et d’Isnik (İznik), les procédés qui donnèrent dernièrement encore des productions remarquables par le ton vif de leur coloris et la finesse de leurs lignes. Ces œuvres furent admirées à l’Exposition universelle de 1867 à Paris et de Vienne en 1873. Hamdy Bey (Osman Hamdi Bey), conservateur des Musées Nationaux de Paris en 1867, fit valoir les objets exposés et démontra ce qu’on pouvait retirer de cet art si oriental ou plutôt si turc qui décore avec tant de charme les belles mosquées de l’Anatolie, de Stamboul et d’Andrinople. »

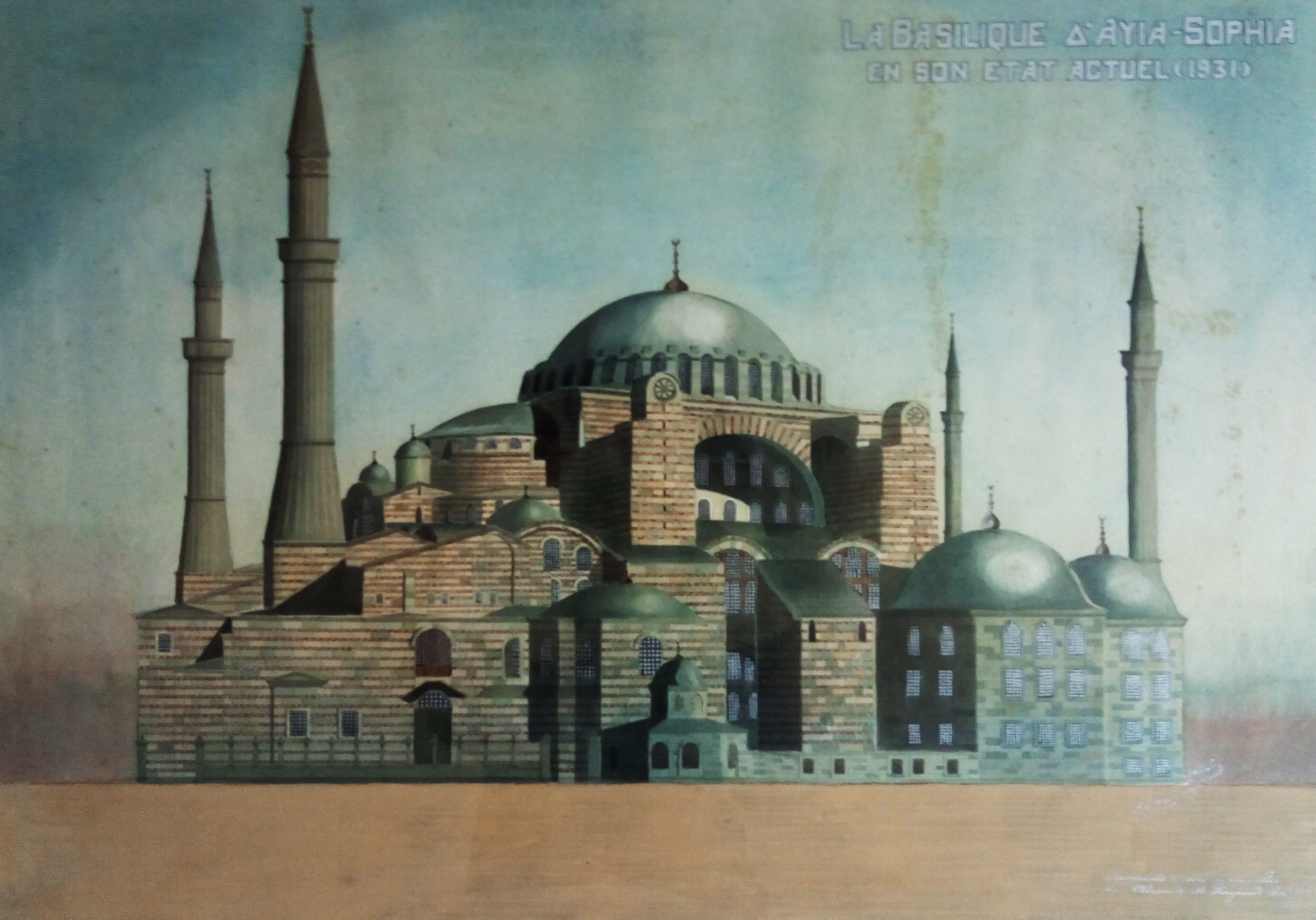
La Basilique de Sainte-Sophie en 1931

### La Basilique de Sainte Sophie (Αγία Σοφία) de Constantinople
Les problèmes financiers engendrent, en 1928, un nouveau déménagement au 29 bis Villa de la Reine Henriette, toujours à Colombes.
Durant deux ans, Alexandre Raymond travaille sur un projet gigantesque qu’il considère comme l’œuvre de sa vie : La Basilique de Sainte Sophie (Αγία Σοφία) de Constantinople. Il s'appuie sur sa connaissance du monument, les travaux et relevés de son père, l'architecte Marc Raymond, et un ensemble important de photos d'art de l'intérieur. L’incontestable originalité des dessins (encre, aquarelle, peintures or et argent) tient au fait qu’ils représentent Sainte-Sophie avant que les musulmans en fassent recouvrir les mosaïques de chaux. Un seul dessin représente Sainte-Sophie à l’époque où Alexandre Raymond s’y consacre, en 1931.
Un prospectus de présentation (4 pages) est imprimé prématurément. On peut y lire une description de l’ouvrage prévu : « in-4° Jésus, imprimé sur bouffant, hors-texte en similis impression bistre par le maître imprimeur J. Poan. Photographies vieilles gravures exécutées par le studio d’Art Turon Lagau. L’ensemble contenu dans un cartonnage forme évangiliaire est offert en souscription au prix de 650 fr. l’ouvrage. Annexé à l'ouvrage : 50 photographies vieille gravure de 165 × 220 cm représentant les plans, façades, coupes longitudinales et transversales, colonnades, vues générales, restauration de la fameuse coupole, mosaïque, placage en marbre, grandes icônes en mosaïque, etc. documents d’une authenticité incontestable appuyée par les photographies du texte. » L'ensemble de l'ouvrage totalise 88 représentations de toutes dimensions. Les dessins sont complétés par le texte de la description de Sainte Sophie (Αγία Σοφία) par Procope de Césarée, le texte du Temple de la Sainte Sagesse de l’Anonymus et un texte historique et descriptif de l’auteur.
Alexandre Raymond prend contact avec l’imprimeur J. Poan à Colombes. La parution du livre est prévue pour octobre 1929. Mais le coût d’un tel ouvrage dépasse de loin ses moyens. Il reprend contact avec Charles Crane aux États-Unis. Il lui envoie deux originaux en septembre 1929, dont il demande le renvoi deux ans plus tard, en janvier 1931. Il lui propose de lui dédier son livre et de lui en céder cinquante originaux pour en financer l’édition. Crane répond par la négative. Il dédie alors son ouvrage à Gustave Schlumberger, célèbre auteur d'ouvrages sur l’époque byzantine. Finalement, le livre ne sera pas imprimé. Alexandre Raymond écrit : « Mon grand livre sur la Basilique de Sainte Sophie (Αγία Σοφία) de Constantinople représente beaucoup de difficultés pour son édition, étant trop chargé et reste encore en suspens. J’ai fait beaucoup de sacrifices et suis fatigué. Je suis bien déprimé et je dois soigner mes yeux que j’ai affaiblis par suite de mon travail. »

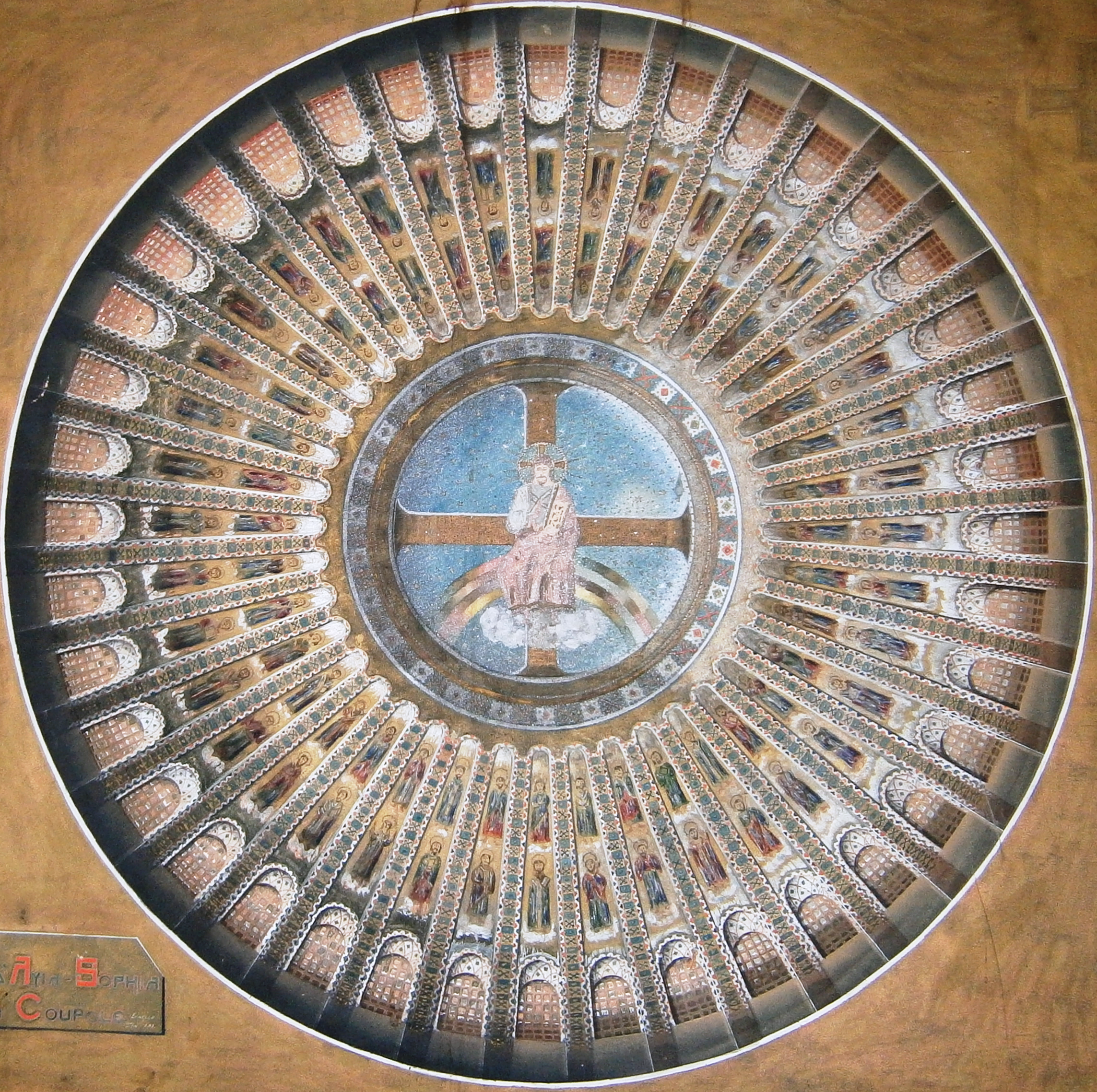
Ayia-Sophia, La coupole Le Christ Pentocrator.
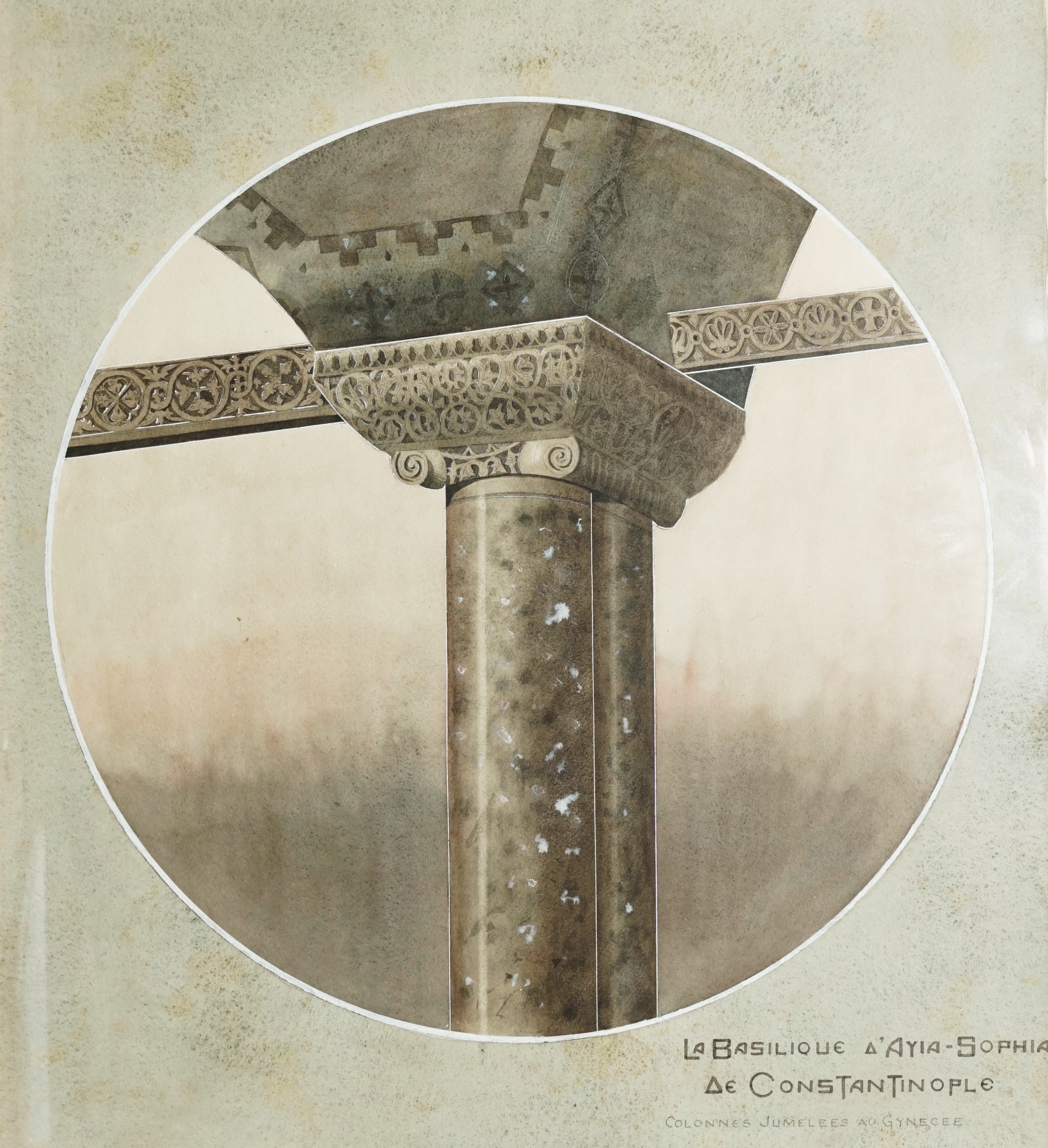
Ayia-Sophia, Colonnes jumelées au gynecée.
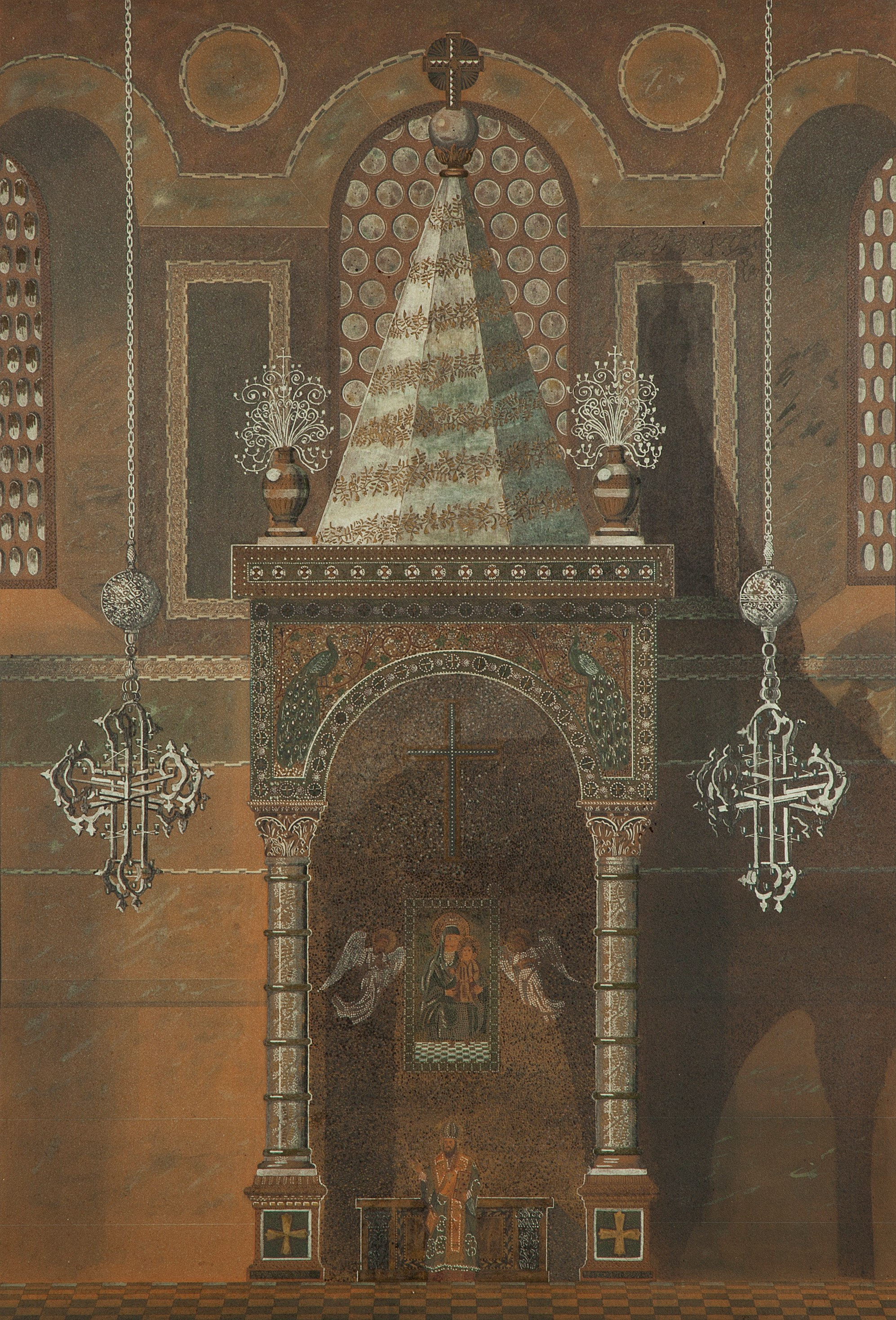
Ayia-Sophia, Le Yéron (siborium).
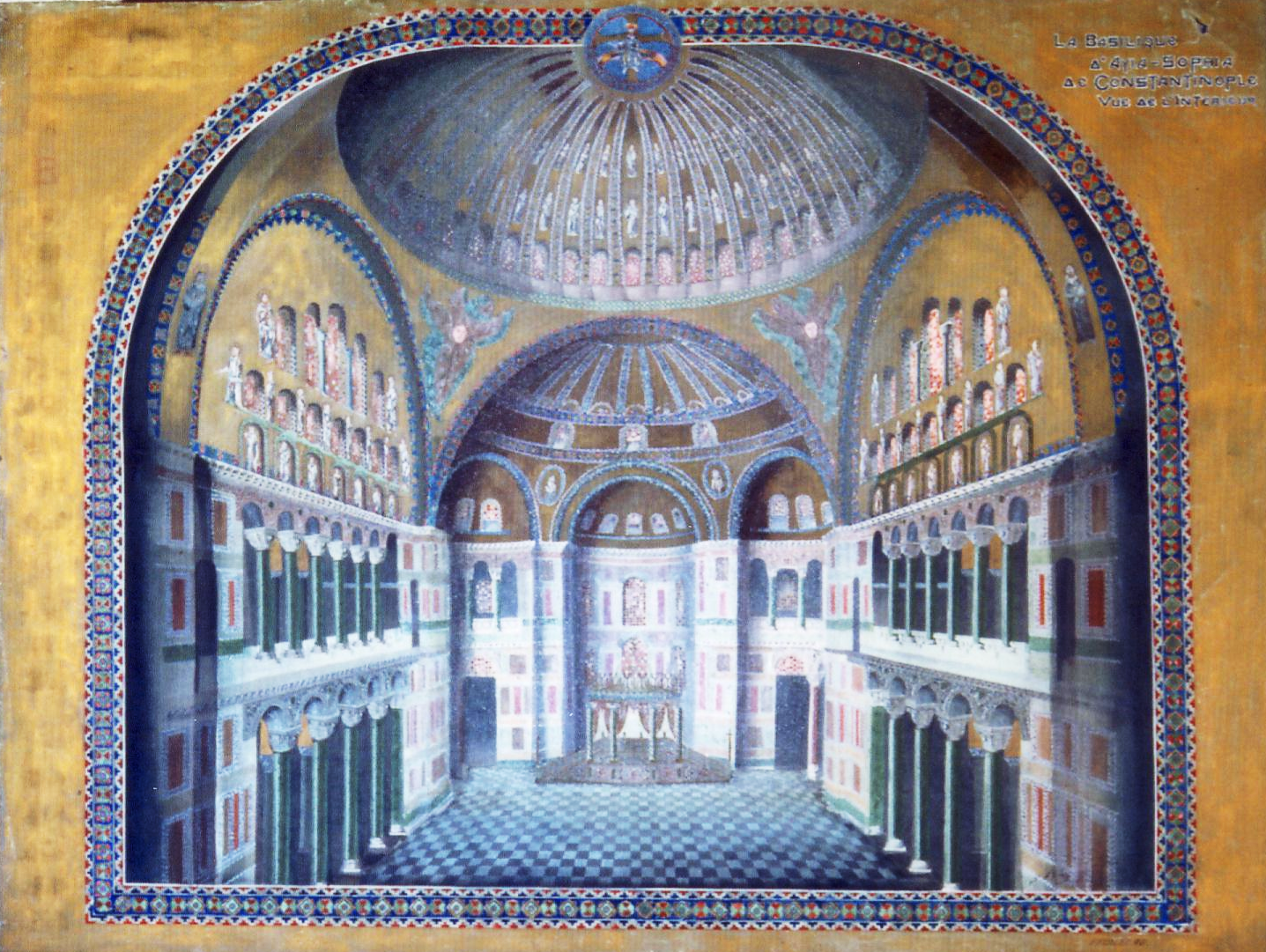
Ayia-Sophia, Vue de l'intérieur.
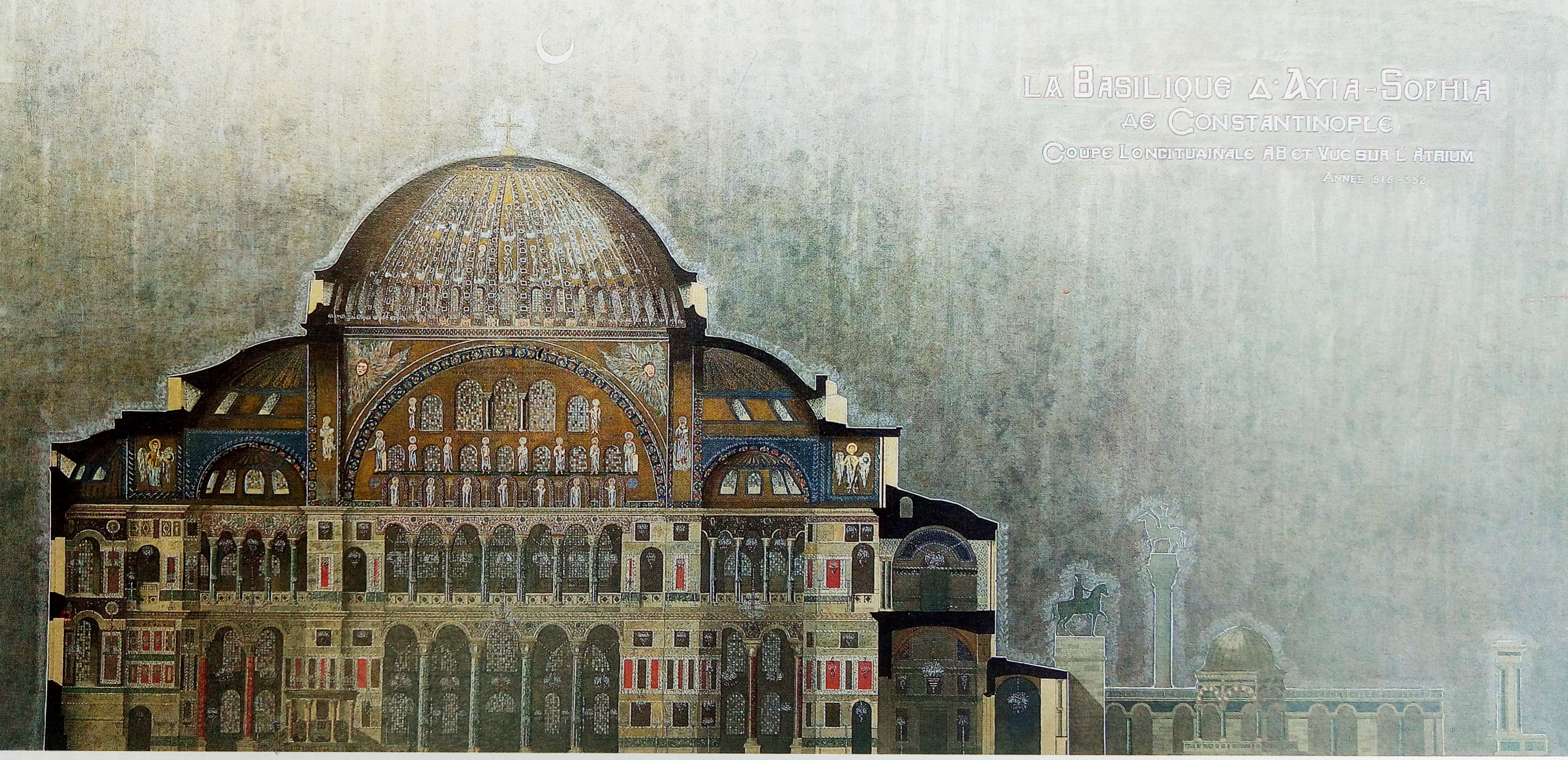
Ayia-Sophia - Coupe longitudinale

#### Relations avec le général Gouraud

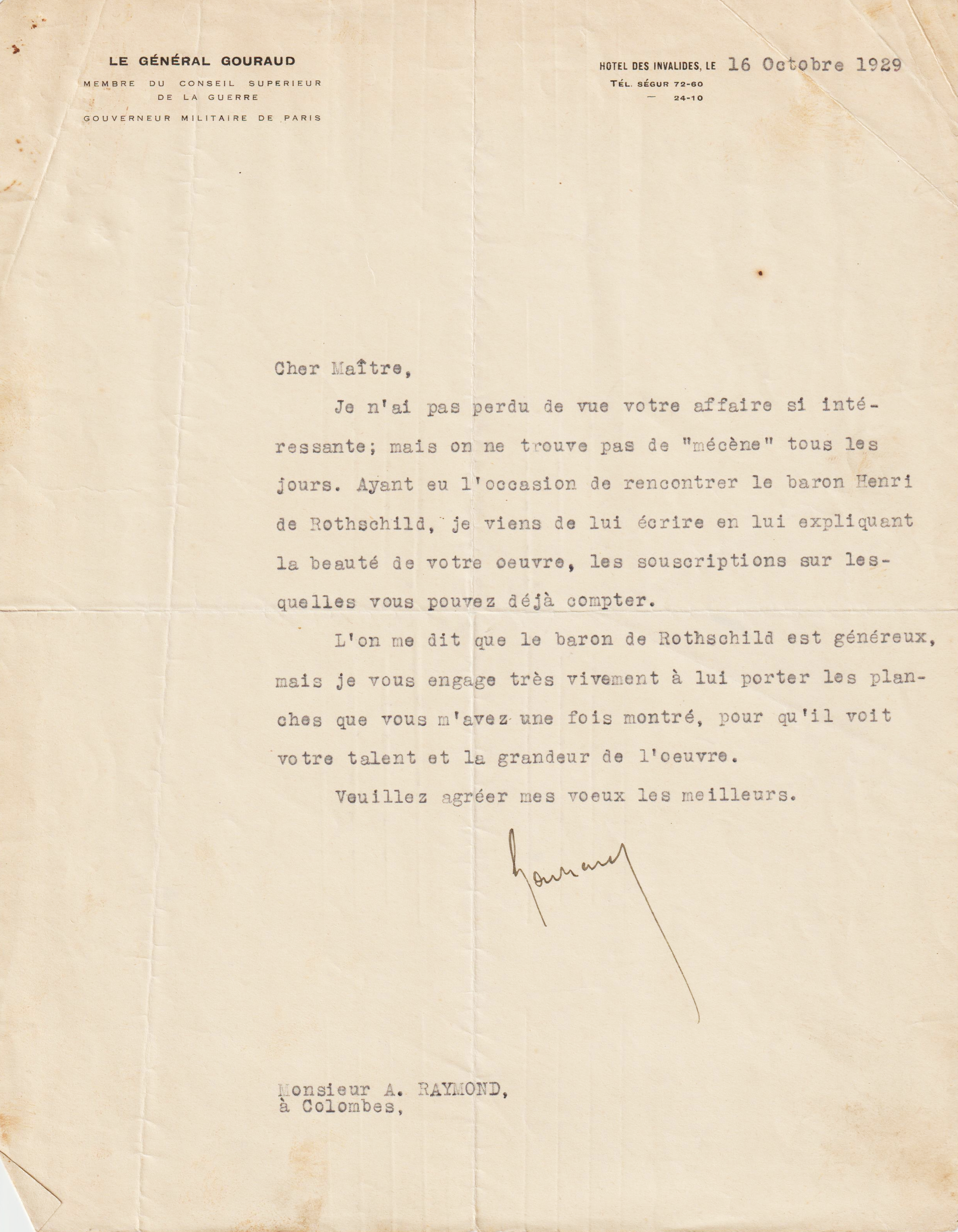
Lettre du général Gouraud, 16 octobre 1929.

Alexandre Raymond entame une relation écrite avec Henri Gouraud (général), gouverneur militaire de Paris. Il lui offre un exemplaire de Faïences décoratives de la Vieille Turquie. En septembre 1928, avec son appui, il cherche à être nommé architecte du Haut-Commissariat de la République en Syrie, mais un autre est nommé à sa place. Il déjeune avec le général le 12 octobre 1928, qui tente de le mettre en relation avec des mécènes. Le 16 octobre 1929 le général lui écrit avoir rencontré et avoir écrit au baron Henri de Rothschild. En novembre, le général lui écrit : « Il y a quelques semaines, je vous ai recommandé à M. Henri de Rothschild que j’avais eu l’occasion de rencontrer pour lui signaler tout l’intérêt de votre œuvre. Il m’a répondu qu’il allait se mettre en rapport avec vous. L’avez-vous vu, avez-vous pu lui montrer vos planches ? » Il n’y aura pas de suite.
En mai 1930, le général lui envoie une copie d’une lettre qu’il a adressée au ministre des Colonies François Piétri : « Monsieur le ministre, je m’intéresse à un artiste de grand talent, Mr Alexandre Raymond, qui a consacré sa vie à l’étude des Arts Islamique et Byzantin. J’ai vu notamment les planches d’un grand travail d’ensemble sur la Basilique de Sainte Sophie (Αγία Σοφία) qui sont vraiment admirables. Monsieur Raymond comme beaucoup d’artistes n’a pas ou peu de fortune et souhaiterait entrer dans vos bureaux techniques comme Architecte spécialisé dans les arts coloniaux. Si je me permets de vous le recommander, c’est non seulement par intérêt pour cet homme de grand mérite, mais parce qu’il a un talent véritable et pourrait rendre service […] » La demande n’aboutira pas, néanmoins, il parvient à être chargé d’expertises en Haute-Garonne. Mais il s’agit d’un travail temporaire ; les difficultés matérielles s’accumulent. Un quatrième déménagement emmène la famille vers un autre quartier de Colombes, 15 rue du Drapeau.

### Église des Saints-Apôtres

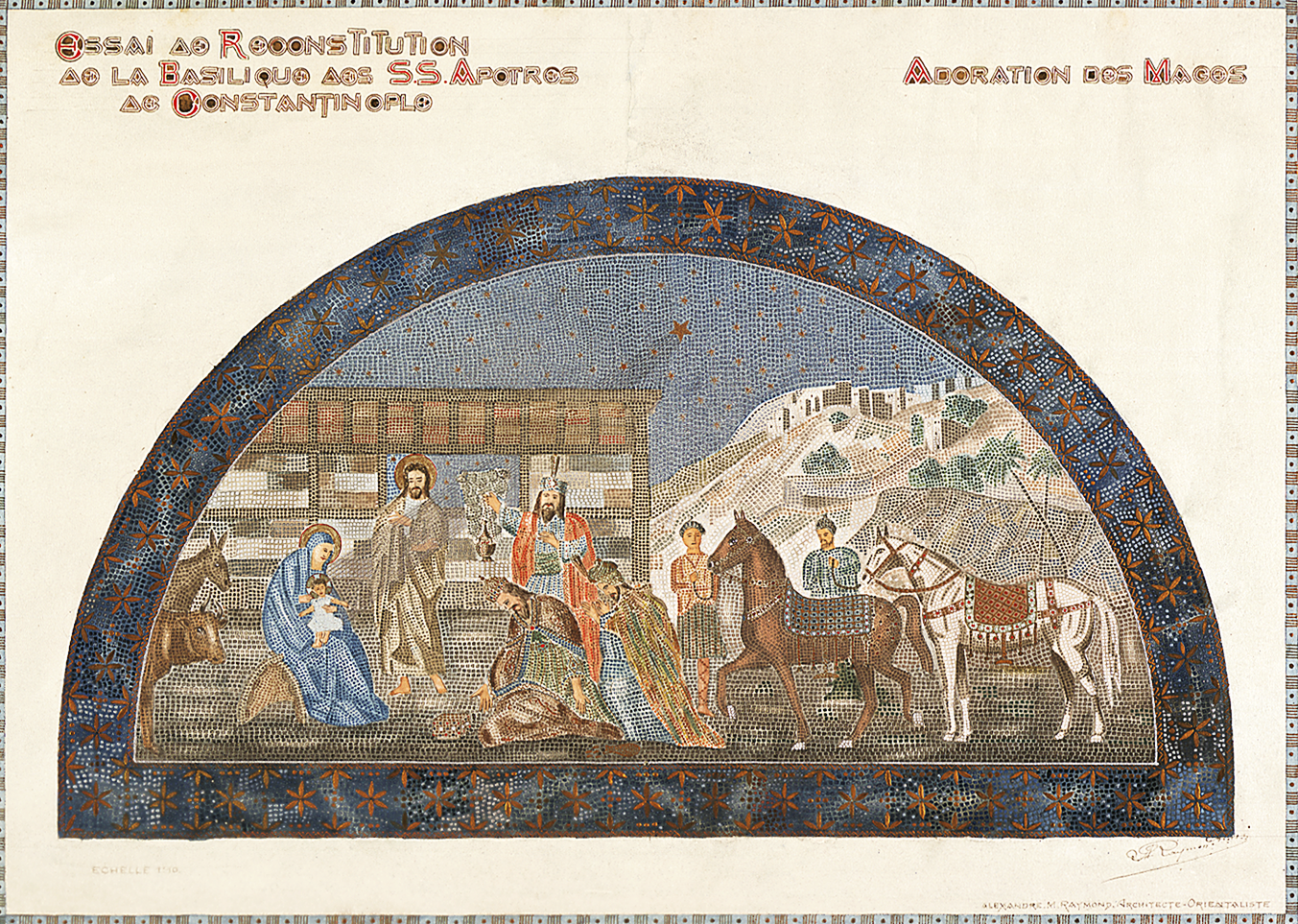
Adoration des Mages.

Alexandre Raymond s’intéresse à l’art chrétien et développe une technique d’une grande rigueur que l’on peut nommer « micromosaïsme ». En s’appuyant sur les écrits de Procope de Césarée, Constantin le Rhodien et Constantin Mazarius, il dessine 35 représentations de l’église des Saints-Apôtres dont une suite remarquable d'illustrations de la vie du Christ.

### Exposition de juin 1933 à Paris

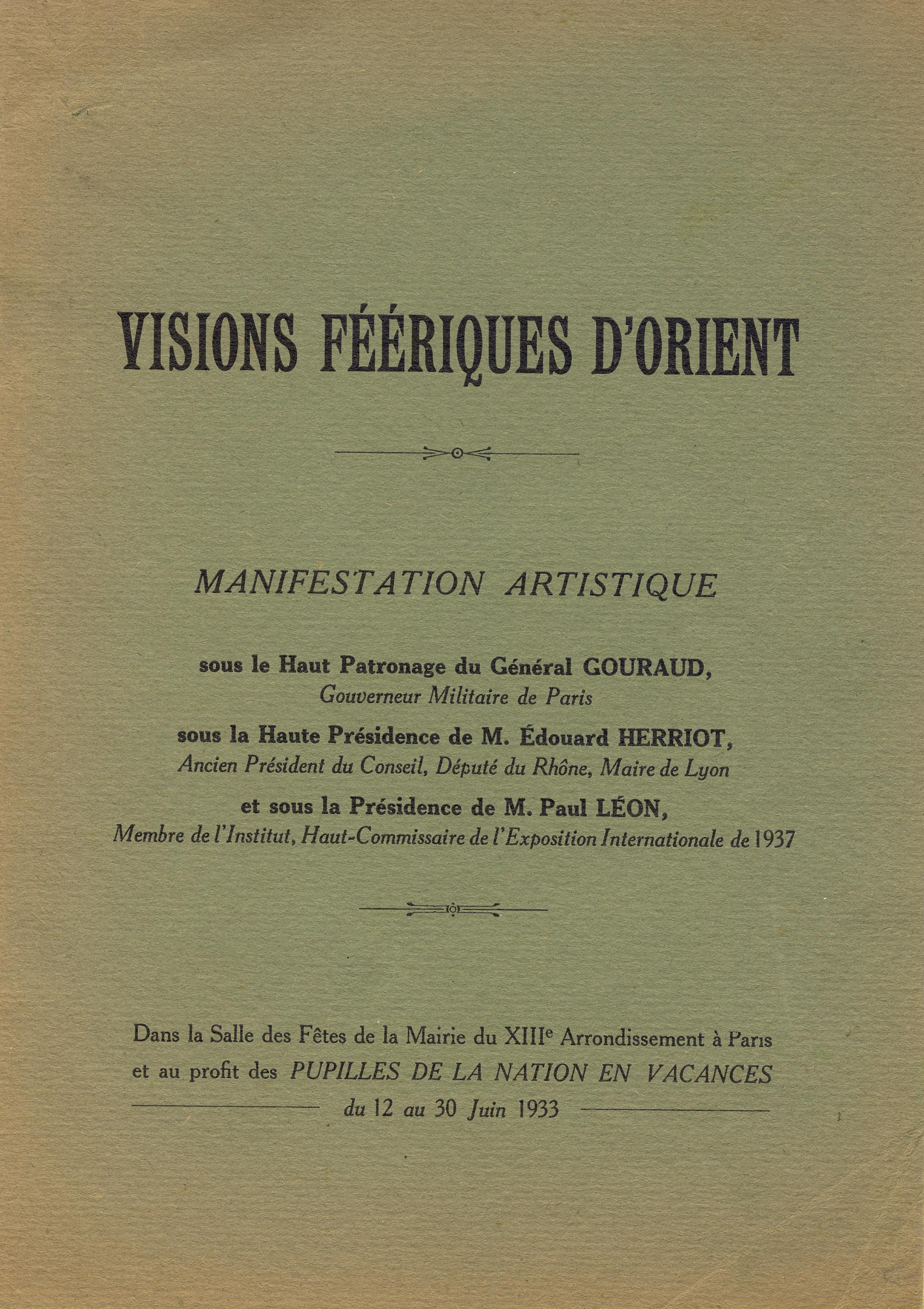
Couverture du livret de l'exposition

Le général Gouraud accorde son patronage à une exposition dans la salle des fêtes de la mairie du 13e arrondissement de Paris. L’exposition, titrée Visions féeriques d’Orient, rassemble 172 Planches : 80 planches de la Basilique de Sainte-Sophie de Constantinople et 92 planches de L'Art Islamique en Orient. Le nom d'Alexandre Raymond n'apparait pas sur la couverture du livret de l'exposition. On lit dans Le Quotidien du 27 juin 1933 : « […] Cette manifestation, qui permet d’apprécier l’œuvre de vingt-huit ans d’un savant architecte orientaliste, M. Alexandre Raymond est une des plus intéressantes que l’on puisse voir actuellement. M. Alexandre Raymond a voué aux merveilles architecturales du proche Orient et particulièrement de Stamboul, Scutari, de Konia et de Brousse, un culte fervent, servi par une érudition sans défaut. Il nous présente, en une suite de planches remarquables, quelques-uns des plus beaux monuments de l’art turc et byzantin. Sainte Sophie (Αγία Σοφία) est la première étudiée dans ses aspects les plus caractéristiques. Même M. Raymond a voulu reconstituer des dallages de mosaïques aujourd’hui mutilées et, si l’on en juge par la beauté du travail, il semble qu’il y soit parvenu. Voici la Mosquée verte, des détails d’une admirable précision […] Des séries de minarets qui permettent de comparer l’art musulman dans ses formes les plus diverses, celles de Stamboul, de Brousse, du Caire. […] Ce sont encore de belles reconstitutions de faïences d’Isnik, qui décorent depuis le seizième siècle la mosquée de Rustem Pacha à Stamboul. […] J.-M. A. » Le Bulletin officiel du Comité « France-Orient » précise : « Cette exposition comprend 180 planches […] A) La Basilique de Sainte Sophie (Αγία Σοφία) de Constantinople […] B) L’Apostolon des S.S. Pierre et Paul. […] C) Sanctuaires Musulmans à Koniah à l’époque des Seljoucides : Yechil-Djami, la Mosquée verte de Brousse que Pierre Loti a chantée. Stamboul, enfin dans son magique décor d’opéra baigné de lumière et de gloire. Nous demanderons à l’artiste de renouveler cette manifestation d’Art pour les Membres du Comité « France-Orient » dans les salons du Cercle d’Iéna. ». Cependant, Alexandre Raymond et sa famille vivent un cinquième déménagement forcé dans Colombes, au 104 rue Saint Denis.

### Mosaïques byzantines
Alexandre Raymond réalise 55 planches sous le titre Essai de reconstitution de mosaïques byzantines. Les plus célèbres mosaïques des églises de Grèce, d’Italie et de Turquie y sont représentées. Il utilise des photos qu'il quadrille et dont il reporte le moindre détail à l'échelle, une technique étonnante qualifiée, bien plus tard, de « micromosaïsme ».

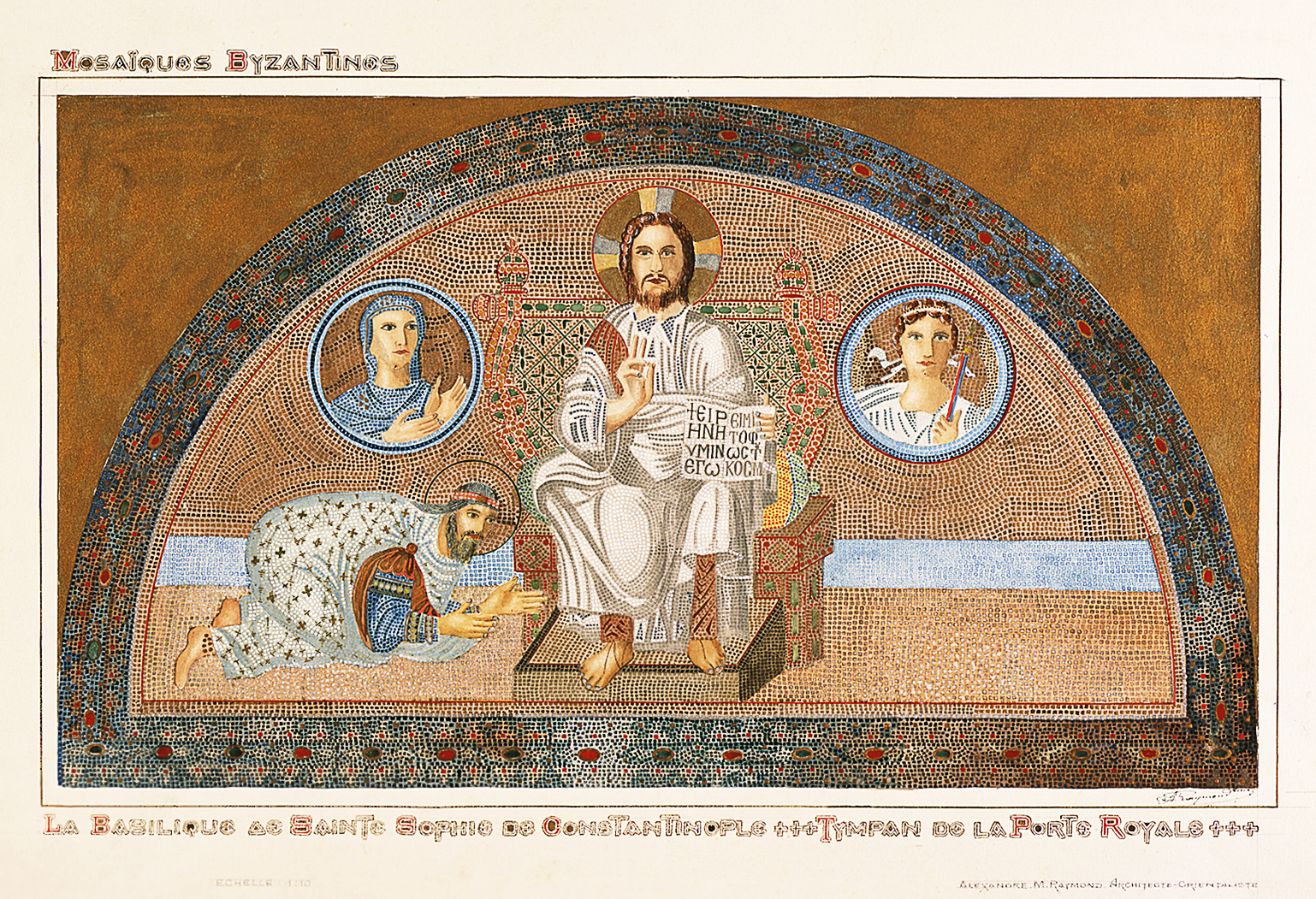
Tympan Porte Royale
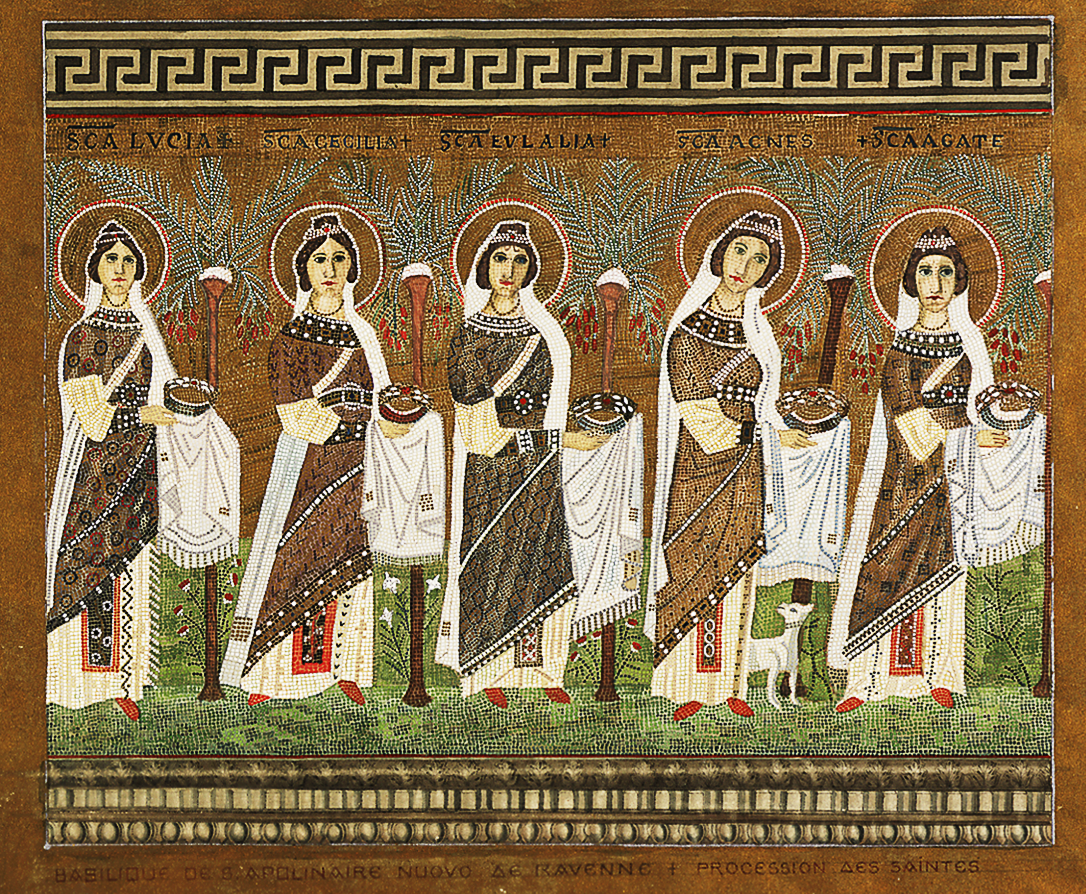
Procession des Saintes
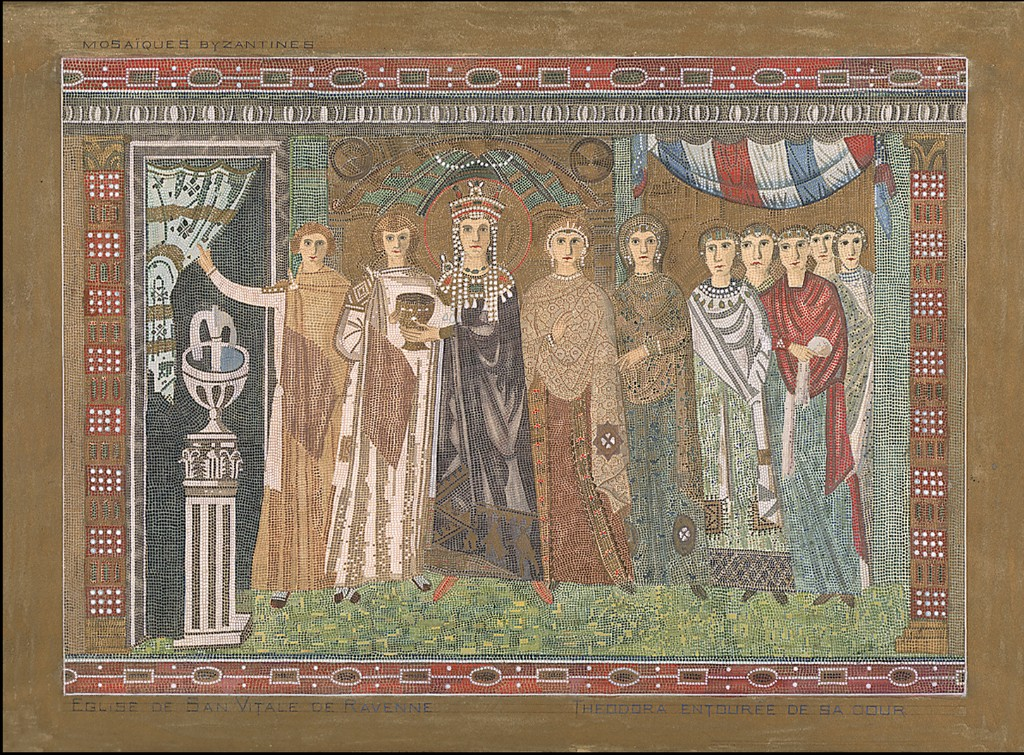
Théodora et sa cour
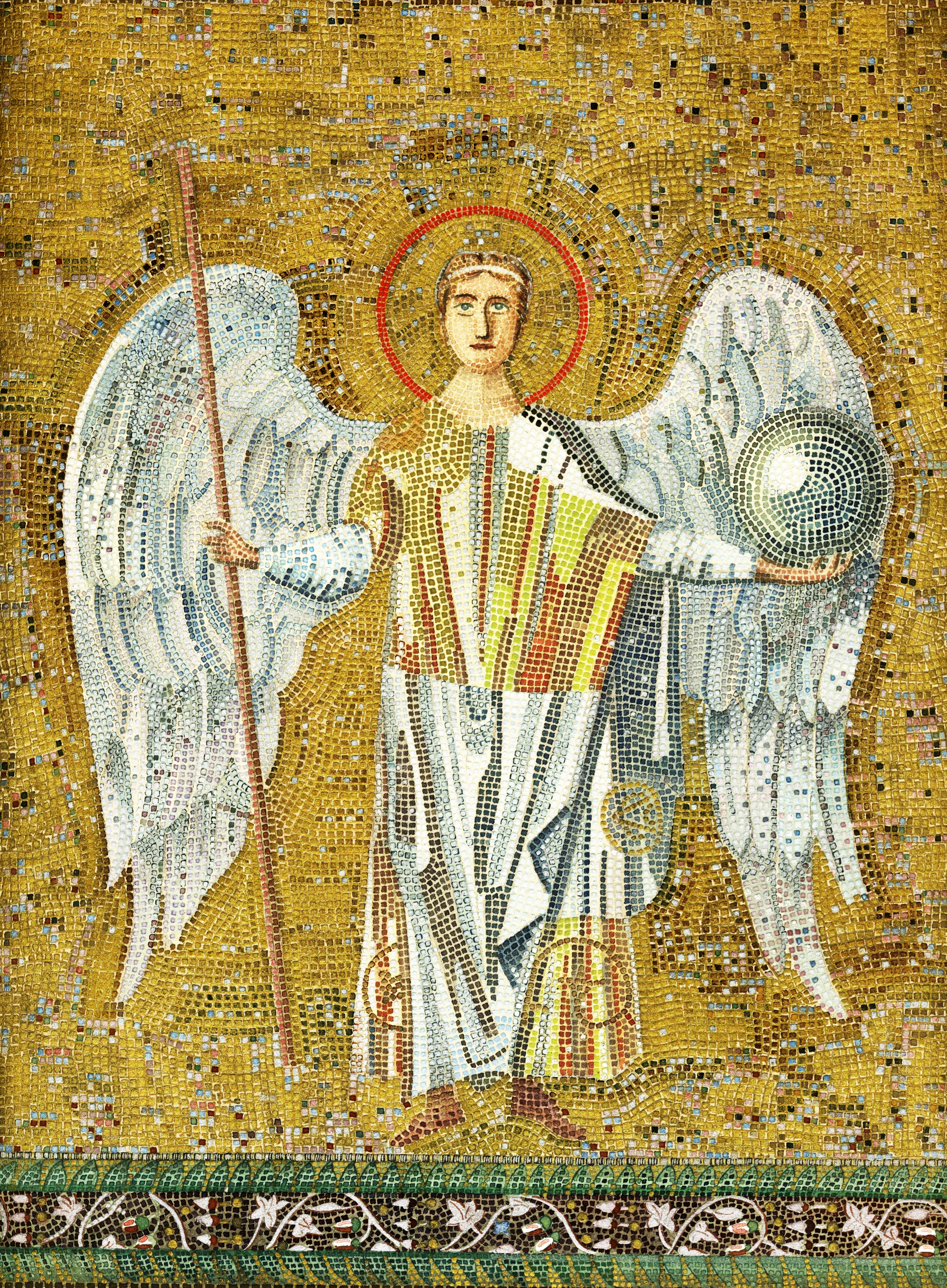
L'Archange Gabriel

### Dernières années et décès

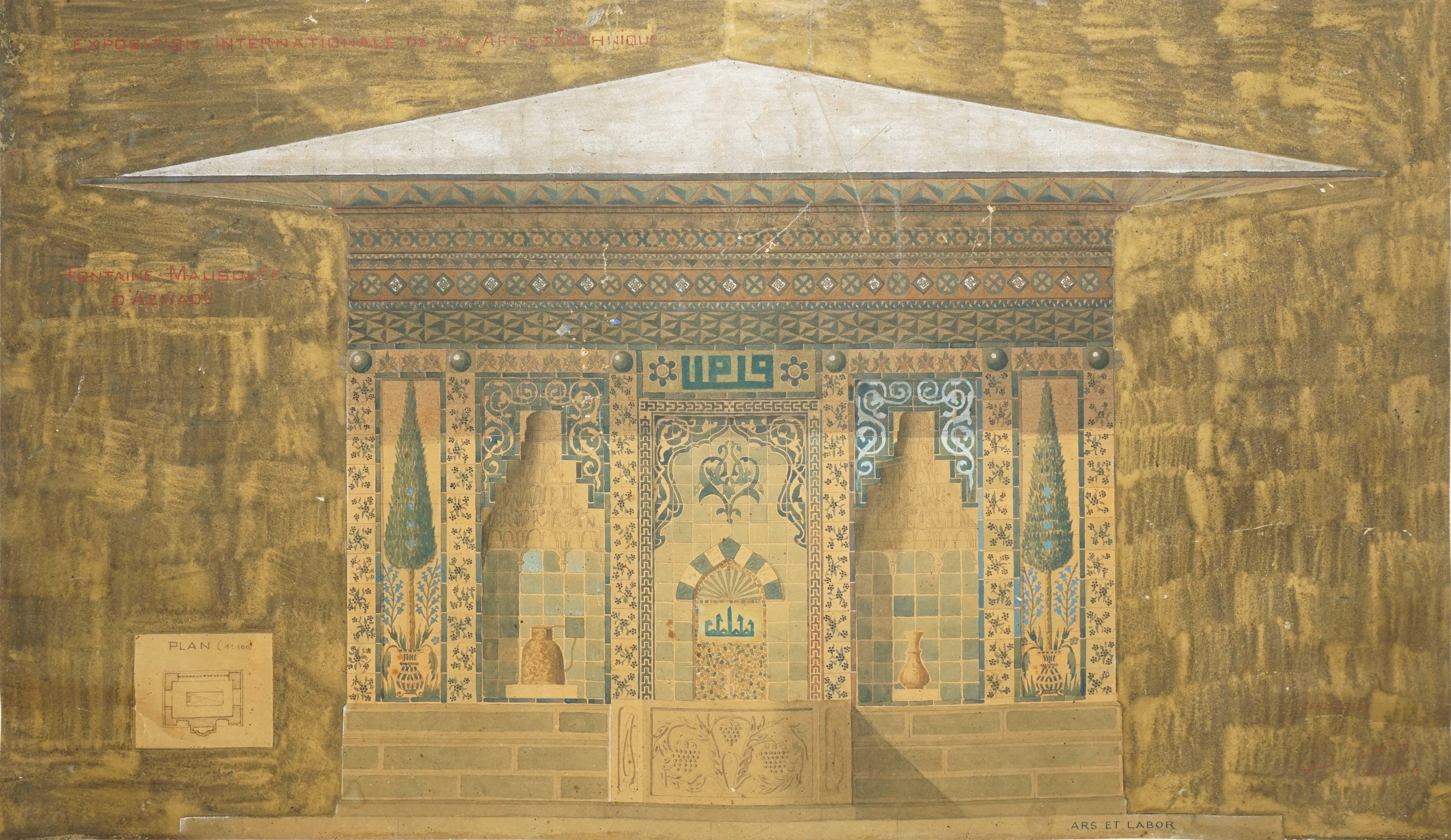
Fontaine mausolée d'Asiyadé - 1937.

En 1935, il tente d’être nommé expert dans le Vaucluse où une crue exceptionnelle du Rhône a provoqué des dégâts considérables. La demande n’aboutit pas.
En 1936, il contacte par lettre le gouvernement colonial tunisien. Il se propose d’effectuer le relevé des plus beaux fragments des édifices religieux de l’Islam en Tunisie en vue d’une future exposition. Il tente encore de participer à l’Exposition universelle de 1937 pour laquelle il réalise Fontaine mausolée d'Asiyadé, mais subit un nouveau revers.

### Théodora de Byzance

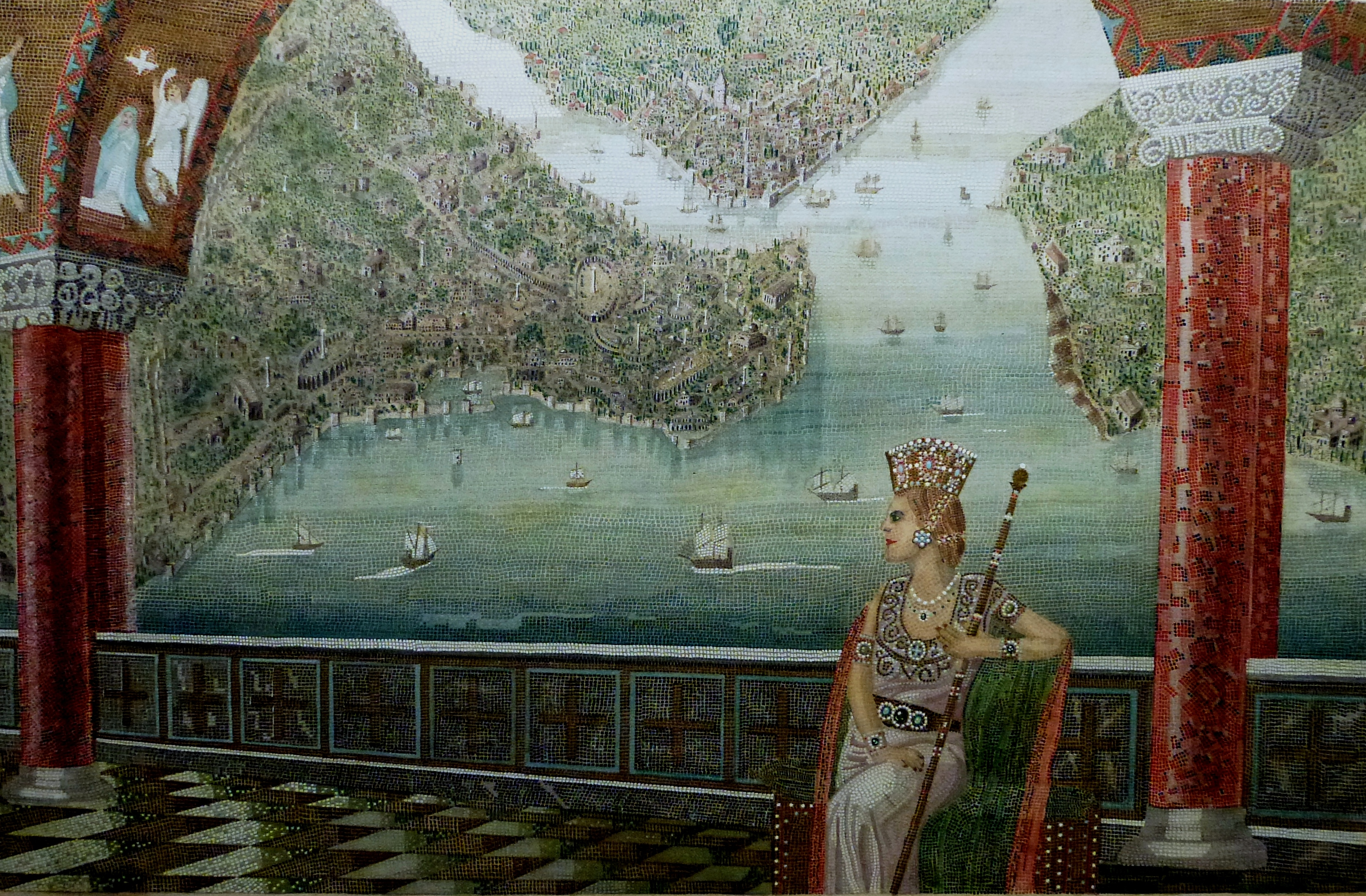
Théodora

Il réalise, toujours sous la forme de mosaïques, 14 illustrations originales des moments clefs de la vie de l’Impératrice Théodora, sa dernière œuvre qu’il termine le 12 mars 1940.
Il déménage pour la sixième et dernière fois dans la ville de Colombes dans un petit deux pièces au 14 rue Victor-Hugo.
Il meurt dans une misère totale, sous l'Occupation, le 16 mai 1941 à l’âge de 69 ans. Il est enterré au Cimetière communal Gabriel Péri de Colombes.

## Le "micromosaïsme"
Le « micromosaïsme » d’Alexandre Raymond rappelle le pointillisme contemporain et la pixellisation future. Alexandre Raymond travaillait avec une planche en bois sur ses genoux, une loupe dans une main et le pinceau ou le porte-plume dans l’autre. Il coupait l’extrémité de la plume pour une parfaite reproduction des tesselles. Les agrandissements, rendus possibles aujourd’hui par la numérisation, permettent de se rendre compte de la qualité d’exécution.

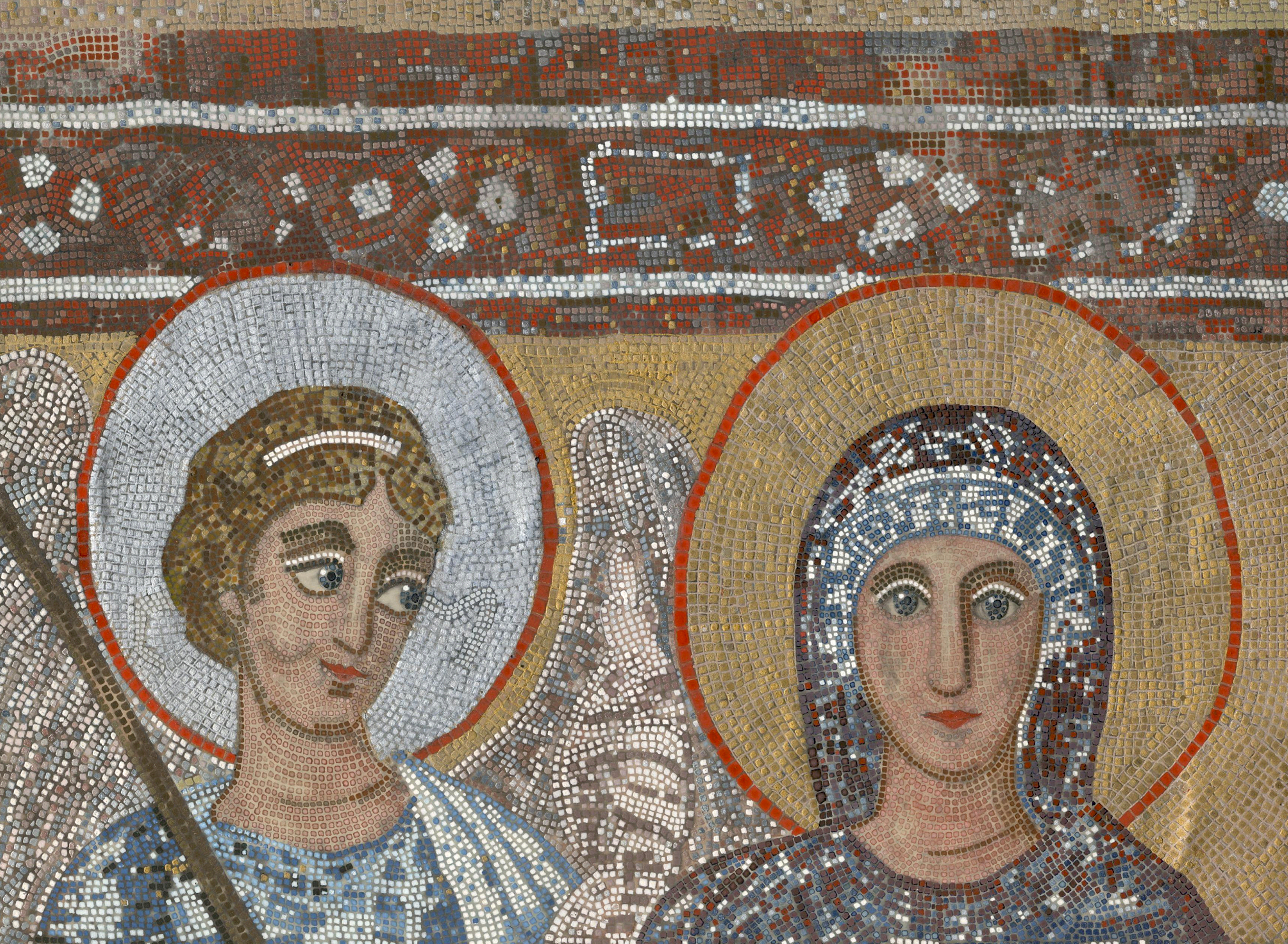
La Vierge près d'elle un ange.
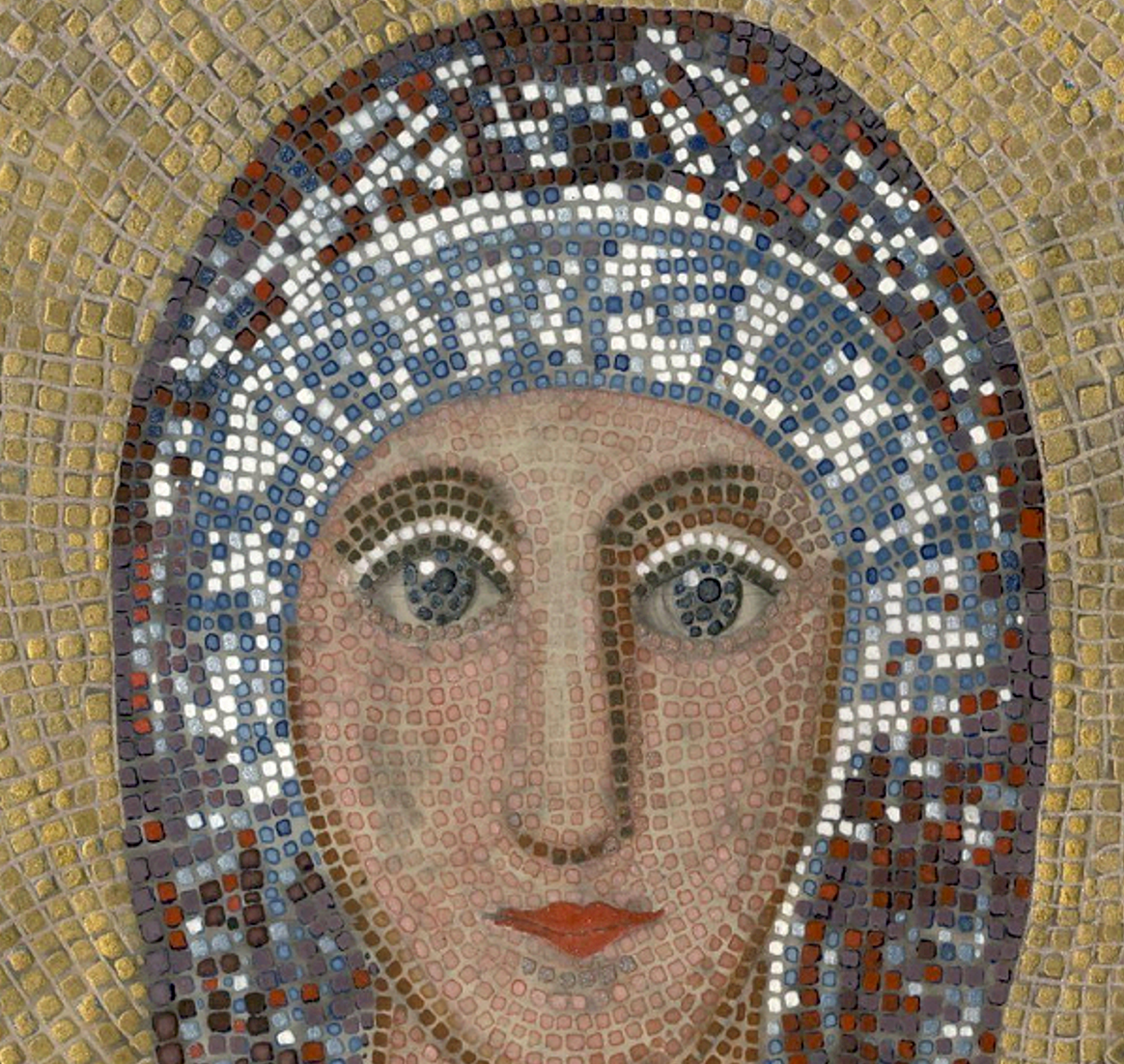
Détail.

## Internet
Sur YouTube une courte vidéo permet d'observer de près quelques œuvres : https://www.youtube.com/watch?v=sACIHSgptuA

## Principales œuvres

### Tableaux, dessins et plans
- Plan de l’Institut pour la Construction Séricicole de Brousse (1893)
- Plan des Travaux de Parachèvement de l’Agence d’Angora (1895)
- Plan de Construction de l’Agence à Ada Bazar (1896)
- Sanctuaires Byzantins
- L’Art Islamique dans le Vilayet de Brousse (18 cartes et croquis)
- L’Art Islamique en Orient (première partie) ou Vieilles Faïences Turques (36 dessins), première édition : Alttürkishe Keramik, Editions Apollo, Bologne, 1923, avec une introduction de Charles Wulzinger, 36 dessins (40 Planches) chez l’imprimeur Schulz pour le compte de la Librairie Raymond (Péra, Constantinople) ; deuxième édition imprimée en France à Montauban. Livre de grande dimension prévu pour être la première partie d’un ensemble de trois livres au titre général L’Art Islamique en Orient.
- L’Art Islamique en Orient (deuxième partie) ou Fragments d’Architecture Religieuse et Civile, imprimé à Prague,1924, 52 dessins en trichromie, Librairie Raymond, éditions d’art et d’archéologie orientale, Péra – Constantinople - Dédié à Charles Richard Crane avec une préface de l’auteur datée du 15 juillet 1923.
- L’Art Islamique en Orient - Troisième Partie. Devant contenir 60 dessins de boiseries, fontaines, enluminures, de la Mosquée de Sokoli à Stamboul, de la Mosquée du Sultan Sélim à Andrinople, chef-d’œuvre de l’architecte Sinan Agha avec historique. plans. coupes, 12 pages texte (49 × 35,5 cm) Non édité.
- Faïences Décoratives de la Vieille Turquie, Paris, Albert Morance, 1927,29 planches dont 3 doubles pages. Feuilles sous chemises à rabats et lacets en demi-toile noire, premier plat illustré en couleurs.
- La Basilique de Sainte Sophie (Αγία Σοφία) de Constantinople, 88 dessins, (encre, aquarelle, gouache, peinture d’or) : colonnes, portes, couloirs, voutes, la grande coupole, les mosaïques, plans, façades, coupes longitudinales et transversales, colonnades, vues générales, placages en marbre, grandes icônes en mosaïques. Trois manuscrits descriptifs de Procopios de Césarée, l’Anonymos et de l’auteur, 1928‒29.
- Essai de Reconstitution de la Basilique des Saints-Apôtres, 37 dessins, 1933.
- Mosaïques Byzantines, 55 dessins, 1935.
- Théodora de Byzance, 14 dessins, 1940.

### Écrits publiés
- L’Art du constructeur en Turquie, 1908, Alexandrie.
- Revue Technique d’Orient, 1910-1911, en qualité de rédacteur en chef : articles divers.
- Une ville célèbre Angora (L’antique Ancyre), Schulz, Prague, 1924.

### Manuscrits
- Manuscrit des textes introductifs, descriptifs et/ou explicatifs de La Basilique de Sainte Sophie (Αγία Σοφία) de Constantinople, Essai de Reconstitution de la Basilique des Saints-Apôtres, Mosaïques Byzantines et Théodora de Byzance.
- Encyclopédie Byzantine et Musulmane (non édité) – [d’Antonina –BYZANCE – CONSTANTINOPLE- STAMBOUL- CHRYSOPOLIS (Scutari) – CHALCEDOINE(Cadi-Keuy) LE BOSPHORE – Les Iles des Princes – depuis l’an 675 (avant J.C.) jusqu’à nos jours, d’après les récits des auteurs et voyageurs les plus véridiques sur les données et enquêtes de Marc Raymond, contrôlées, corrigées, reconstituées et augmentées par son fils aîné Alexandre M. Raymond, Architecte. (35 d’études)]

## Expositions
- 1933, 10-30 juin, Vision féériques d’Orient, Paris, mairie du 13e[Notes 1].
- 1956, 26 mai- juin, Festival d’architecture et d’art monumental, Grand Palais, Paris. Exposition de quelques originaux de La Basilique de Sainte Sophie (Αγία Σοφία) de Constantinople.
- 1999, 2 septembre-9 octobre, centre culturel Yapı Kredi, salle d'exposition de la bibliothèque Sermet Çifter, İstiklál Cad. 285, Beyoğlu, Turquie. Exposition des originaux de L’Art Islamique en Orient 1,2 et 3[22].
- 2021-2022 Pera Museum From Istanbul to Byzantium https://www.peramuseum.org/exhibition/from-istanbul-to-byzantium/1284

## Catalogue raisonné
Le catalogue raisonné est en cours de construction (2020).